# Hot rod
Pour les articles homonymes, voir Hot, Rod et Hot rod (homonymie).
 (juin 2009).
Si vous disposez d'ouvrages ou d'articles de référence ou si vous connaissez des sites web de qualité traitant du thème abordé ici, merci de compléter l'article en donnant les références utiles à sa vérifiabilité et en les liant à la section « Notes et références ».
Un hot rod (littéralement en français : « bielle chaude ») est une automobile de collection restaurée, préparée, tenant à la fois du tuning et du vintage. Les hot rods sont des objets cultes de la Kustom Kulture américaine, généralement à base des premières voitures américaines des années 1920 aux années 1950, avec pour modèles de prédilection les premières Ford T, Ford A II, et Ford B II, avec pour variantes les Volksrod, woodies, rat rod, ou custom (moto), bobber, et rat bike de bikers. Ils sont baptisés tuning, ou custom, au-delà des années 1950. Le terme hot rod renvoie aux moteurs surgonflés en puissance, de type V8 le plus souvent, ou dragster.

## Définition
La base d'un hot rod est essentiellement une voiture de marque américaine antérieure à 1950, le plus souvent de marque Ford — couramment des Ford T, des Ford A, des Ford B (1932-1934) — quasiment toutes équipées d'origine de moteurs à 4 et 6 cylindres ou de V8 Flathead pour les B 1932, 1933 et 1934. Ces véhicules, largement disponibles d'occasion et à des prix très bas après-guerre (éventuellement des trouvailles de grange) étaient choisis car possédant une structure avec châssis séparé relativement simple à modifier. Les Ford V8 1932 à bas prix connaissent un immense succès populaire à partir de 1932 ; les amateurs pouvaient également augmenter la puissance des moteurs d'origine, ou changer leur moteur 4 ou 6 cylindres d'origine par un moteur V8.

Ford T ou T-Bucket Dragster (1908-1927)
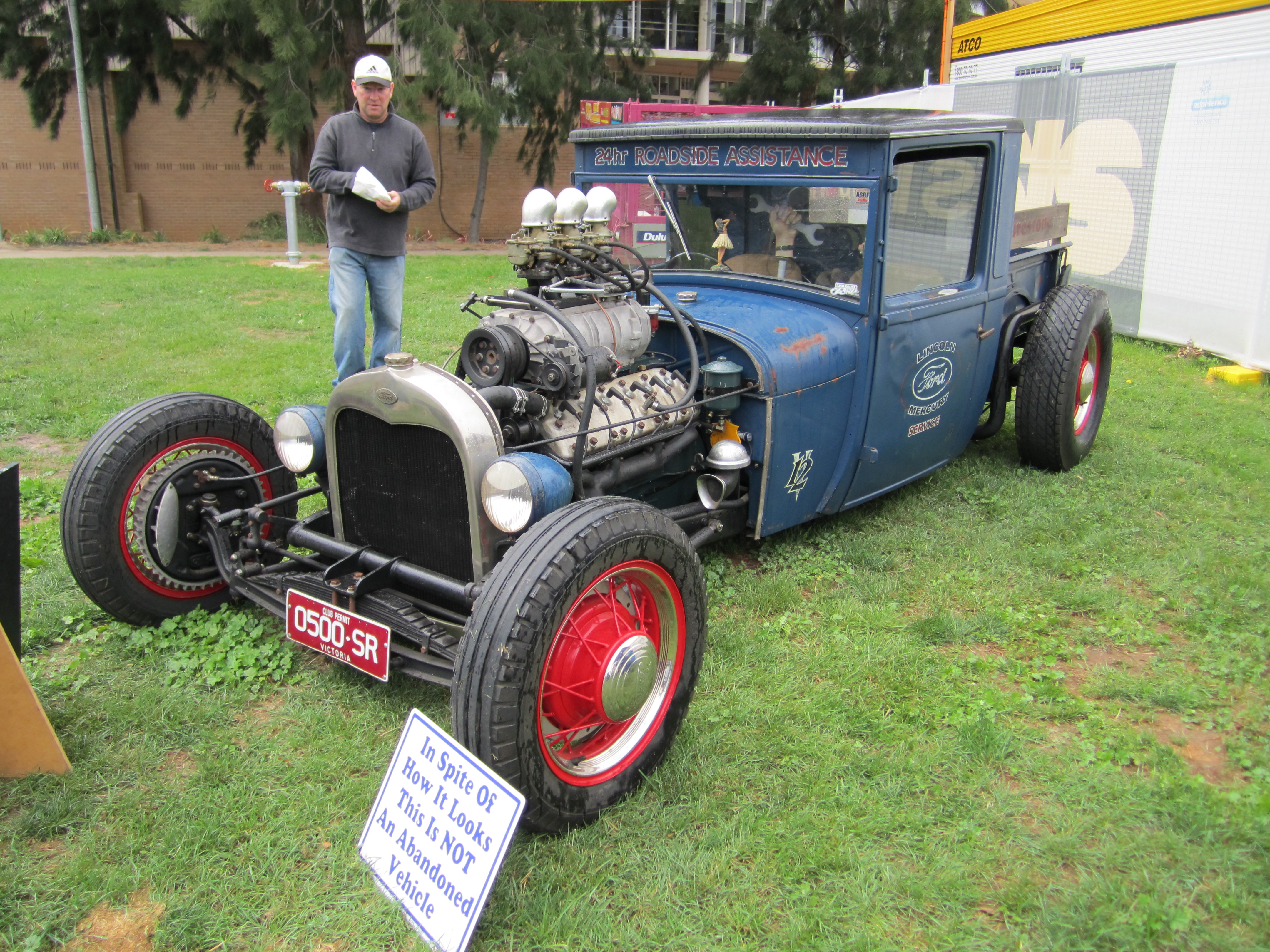
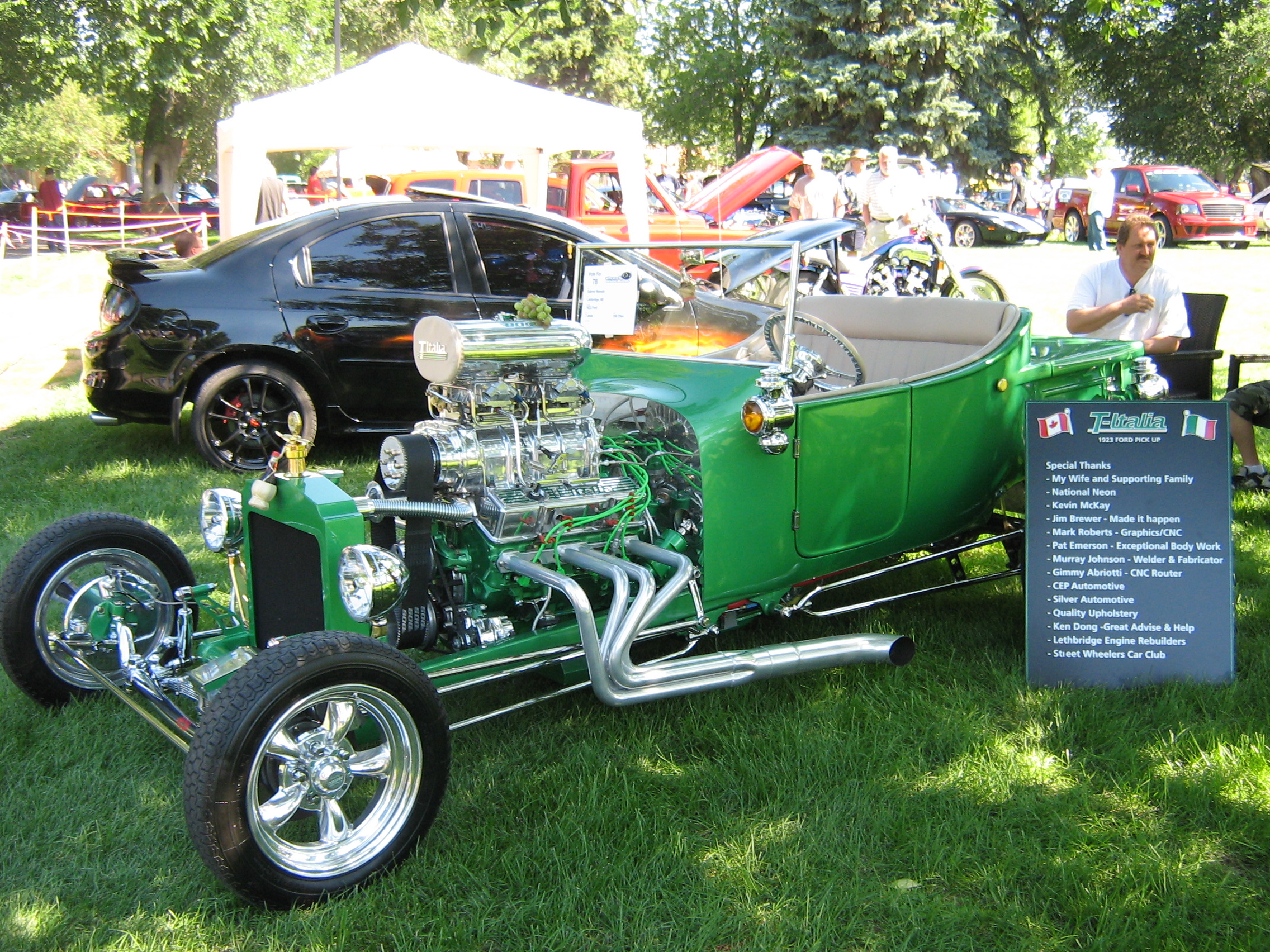

La plupart du temps les modifications apportées entraînaient d'autres modifications, en particulier sur les freins et les amortisseurs ; les jantes étaient généralement élargies pour accepter des pneus plus larges, du moins à l'arrière, pour mieux transmettre la puissance du moteur au sol.
D'autres modifications pouvaient être apportées sur les parties mécaniques, comme le changement du rapport de pont, de la boîte de vitesses et du système de direction, toutes choses qui devaient supporter la puissance supplémentaire. L'aspect extérieur de la voiture était souvent modifié lui aussi.
Toutes les parties non essentielles au bon fonctionnement du véhicule étaient démontées ; le toit, le capot, les portières, la banquette arrière, le pare-brise et les essuie-glace, les pare-boue, les phares, les pare-chocs et une bonne partie du pot d'échappement. Ces modifications étaient fréquentes pour diminuer le poids du véhicule, donc pour améliorer le rapport poids/puissance.

Ford A II (1927-1931)
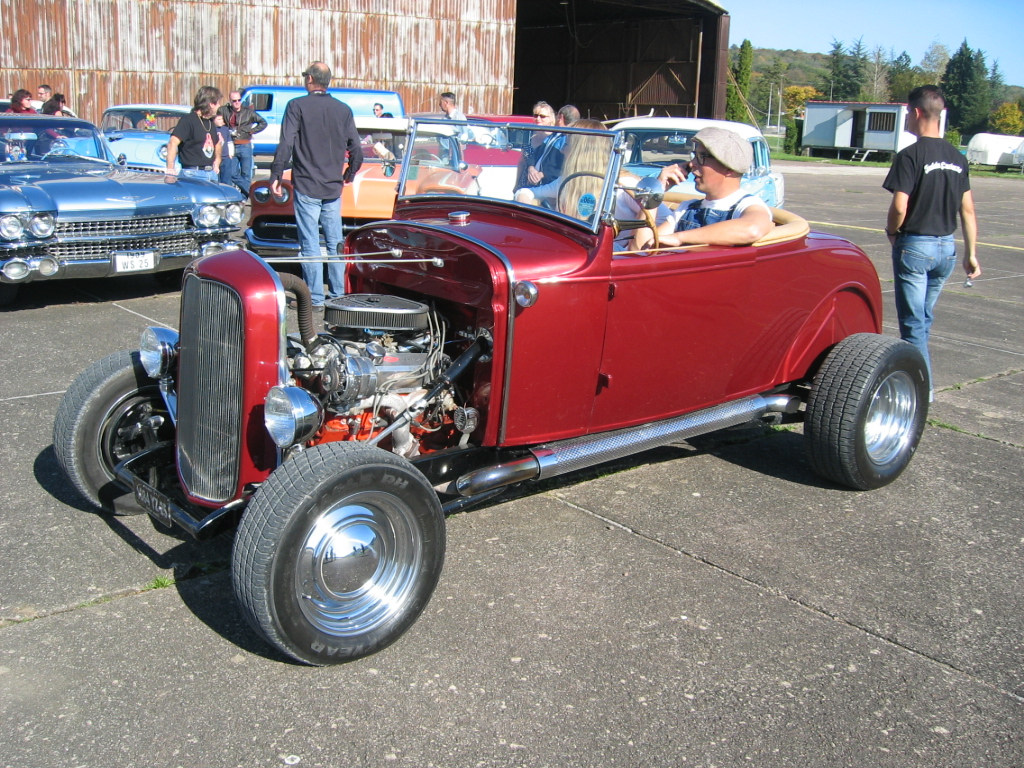
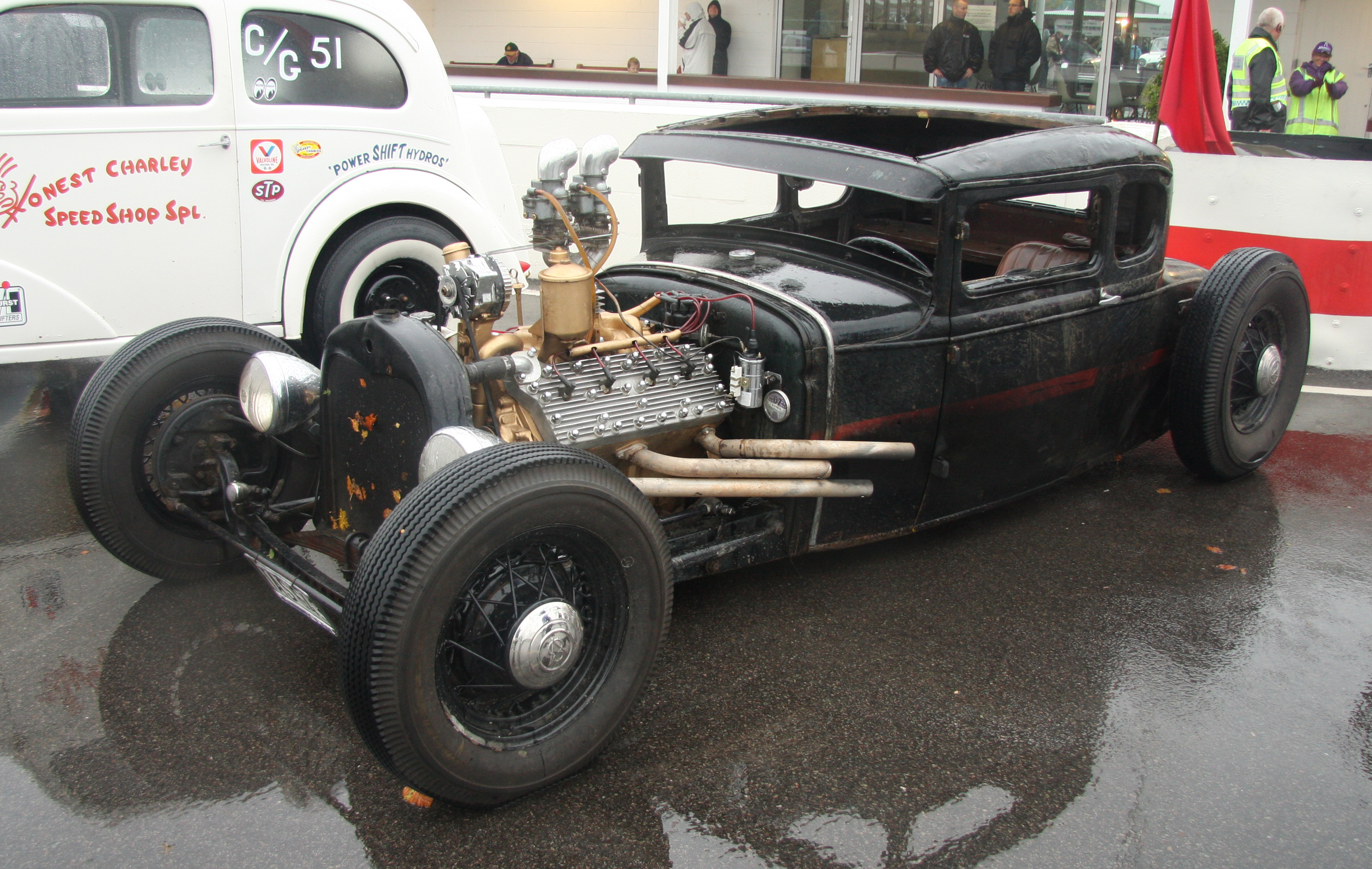
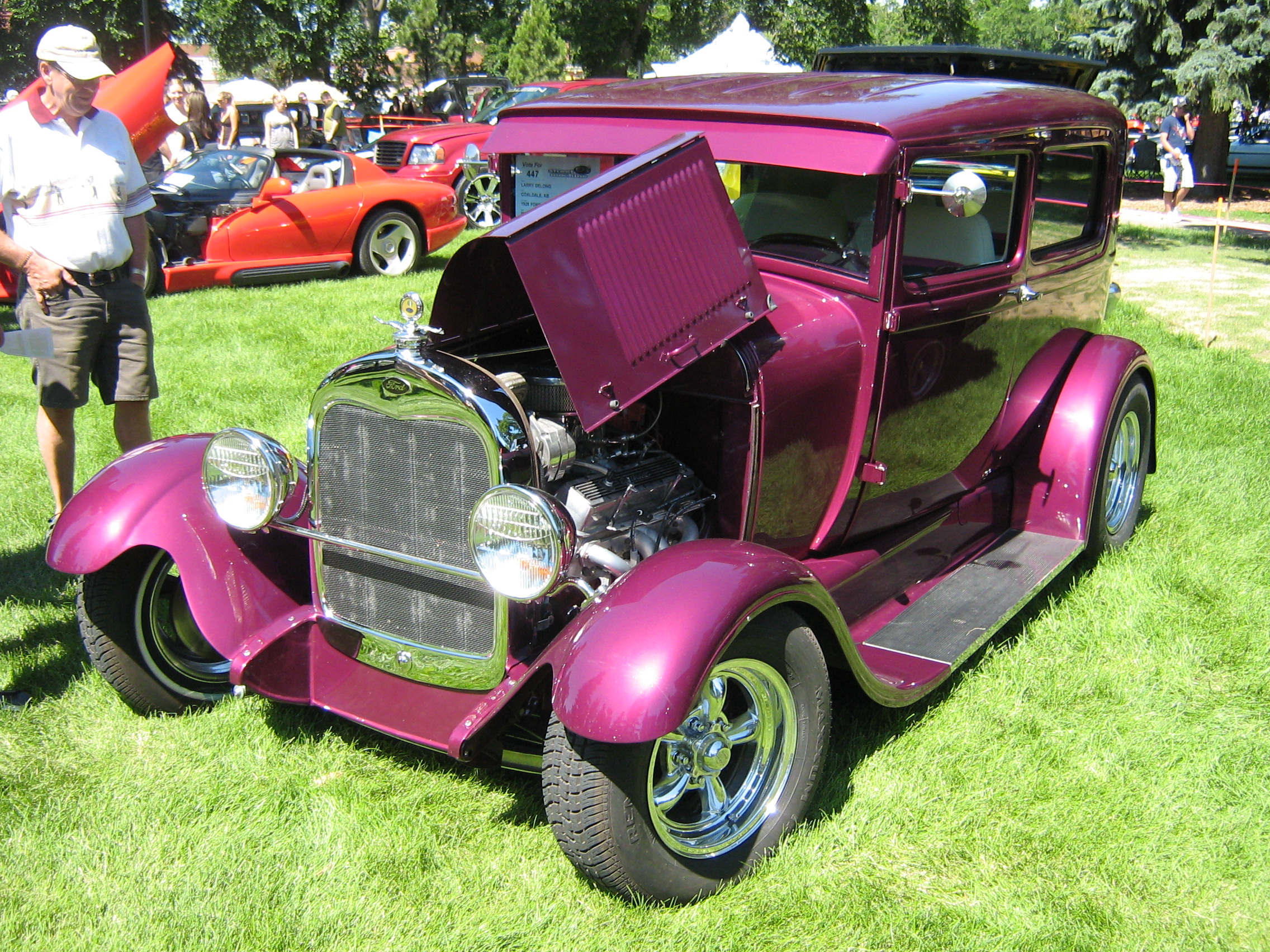
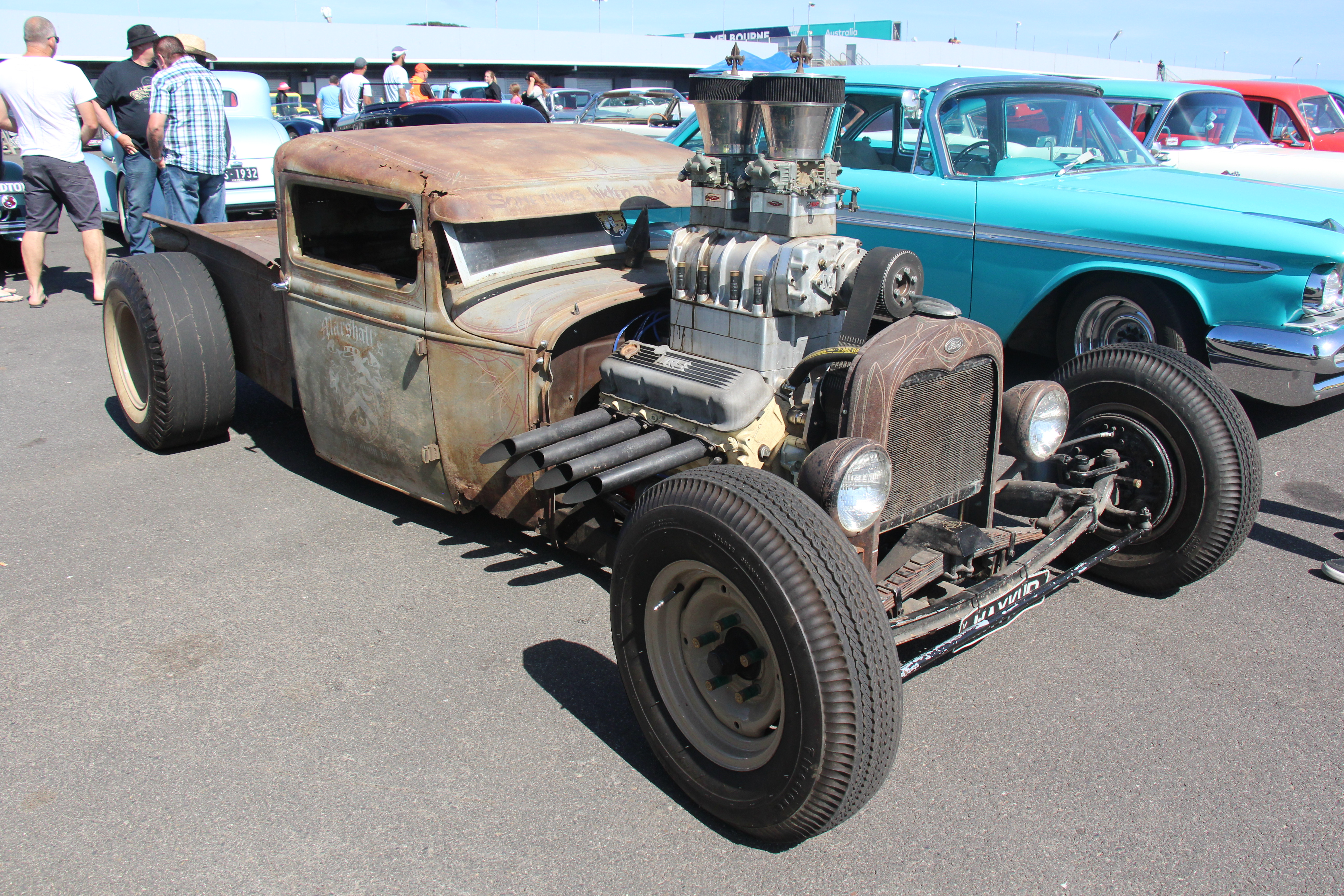

Les hot rods étaient souvent recarrossés aux désirs et goûts des propriétaires, le capot était percé de louvers (« ouvertures d'aération »), le toit abaissé ou retiré et les garde-boues enlevés ou réduits à deux fines bande de métal de « style moto ». Autre modification extérieure, le châssis était généralement abaissé, en jouant sur les amortisseurs et/ou la taille des roues avant, afin de diminuer la résistance au vent et d'abaisser le centre de gravité. De plus, dans un souci de se faire remarquer, la plupart des hot rods étaient peints de couleurs vives et chaudes (les plus courantes étaient le jaune et le rouge) et de décorations en forme de flammes.

Ford B II (1932-1934)
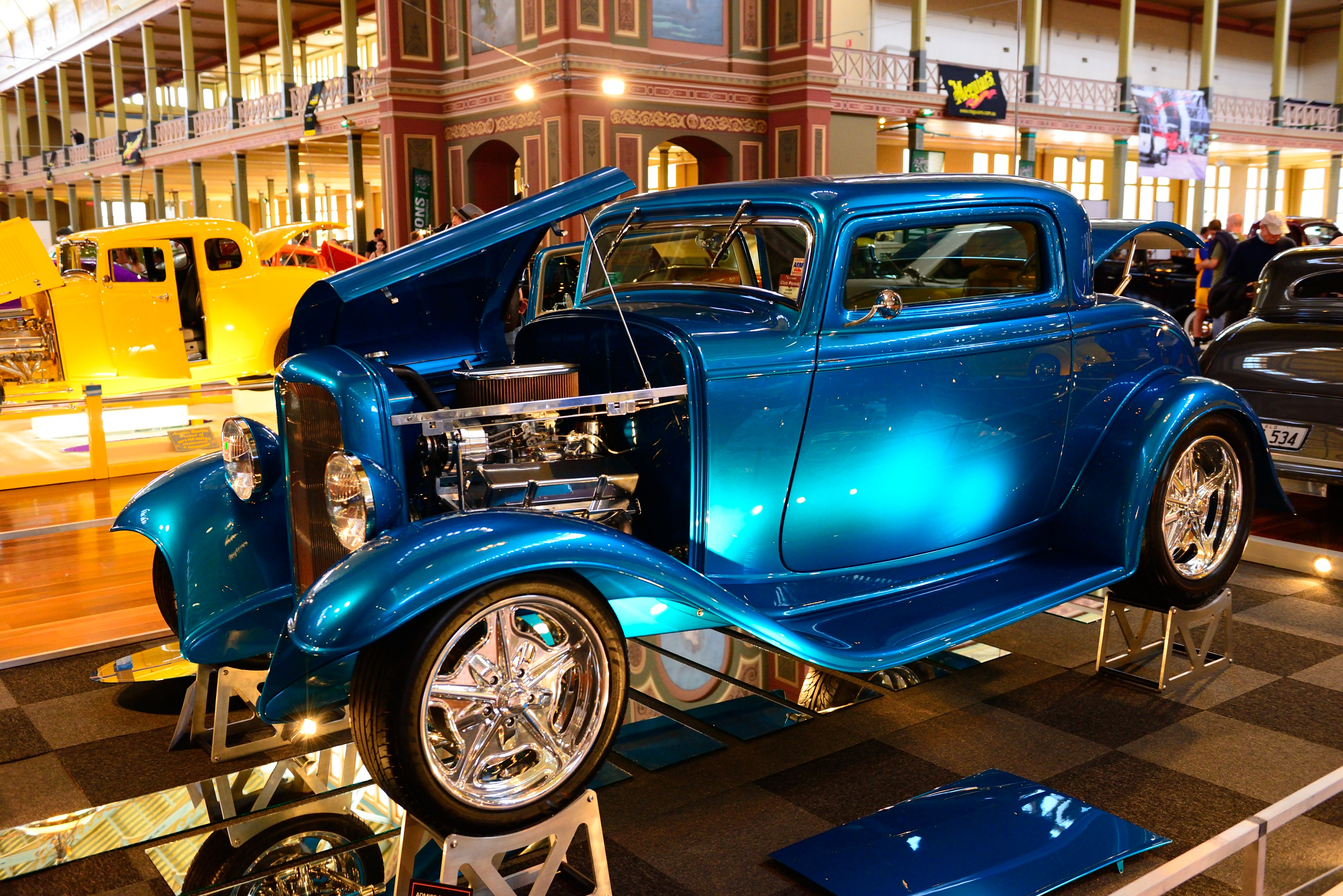
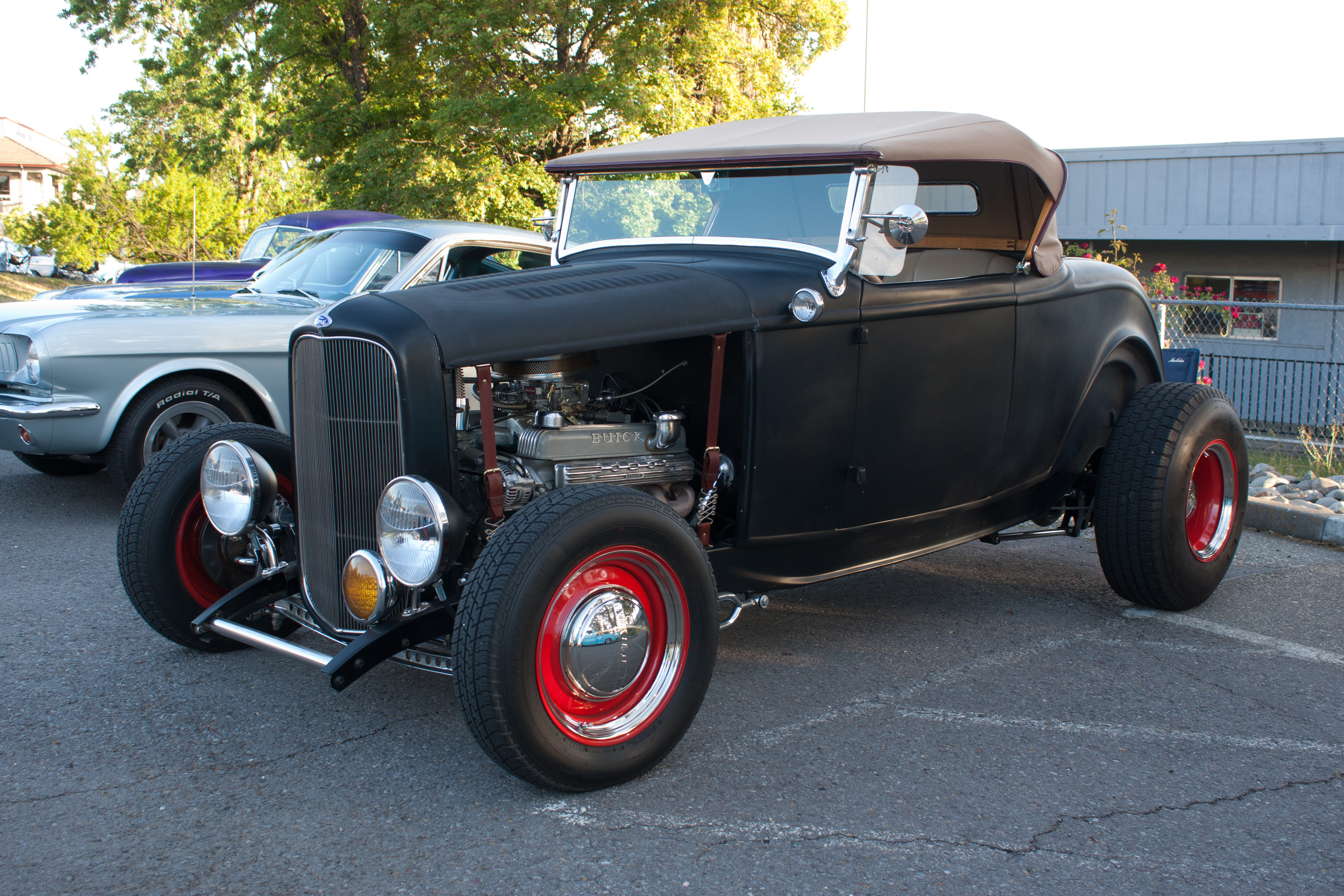
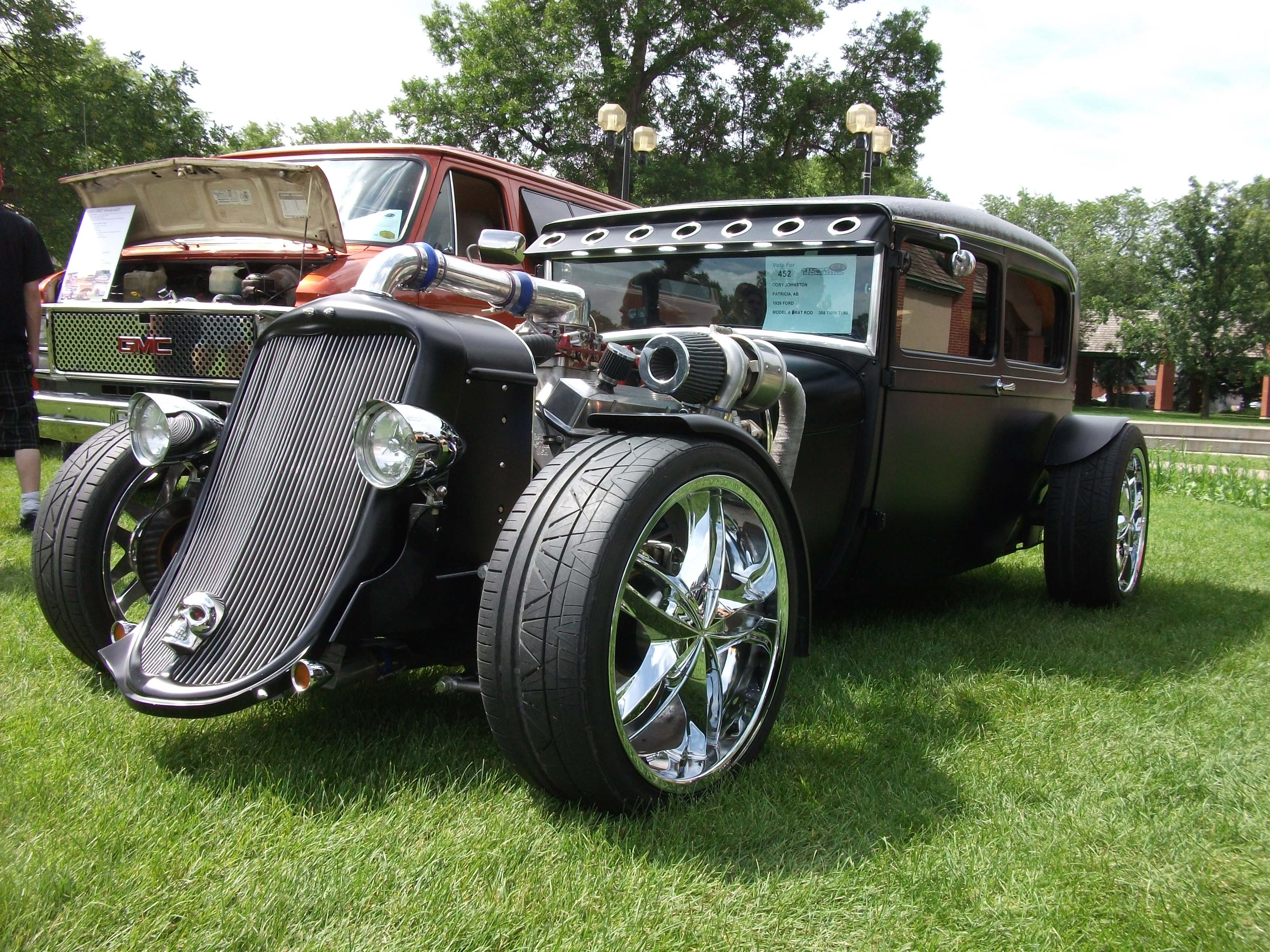
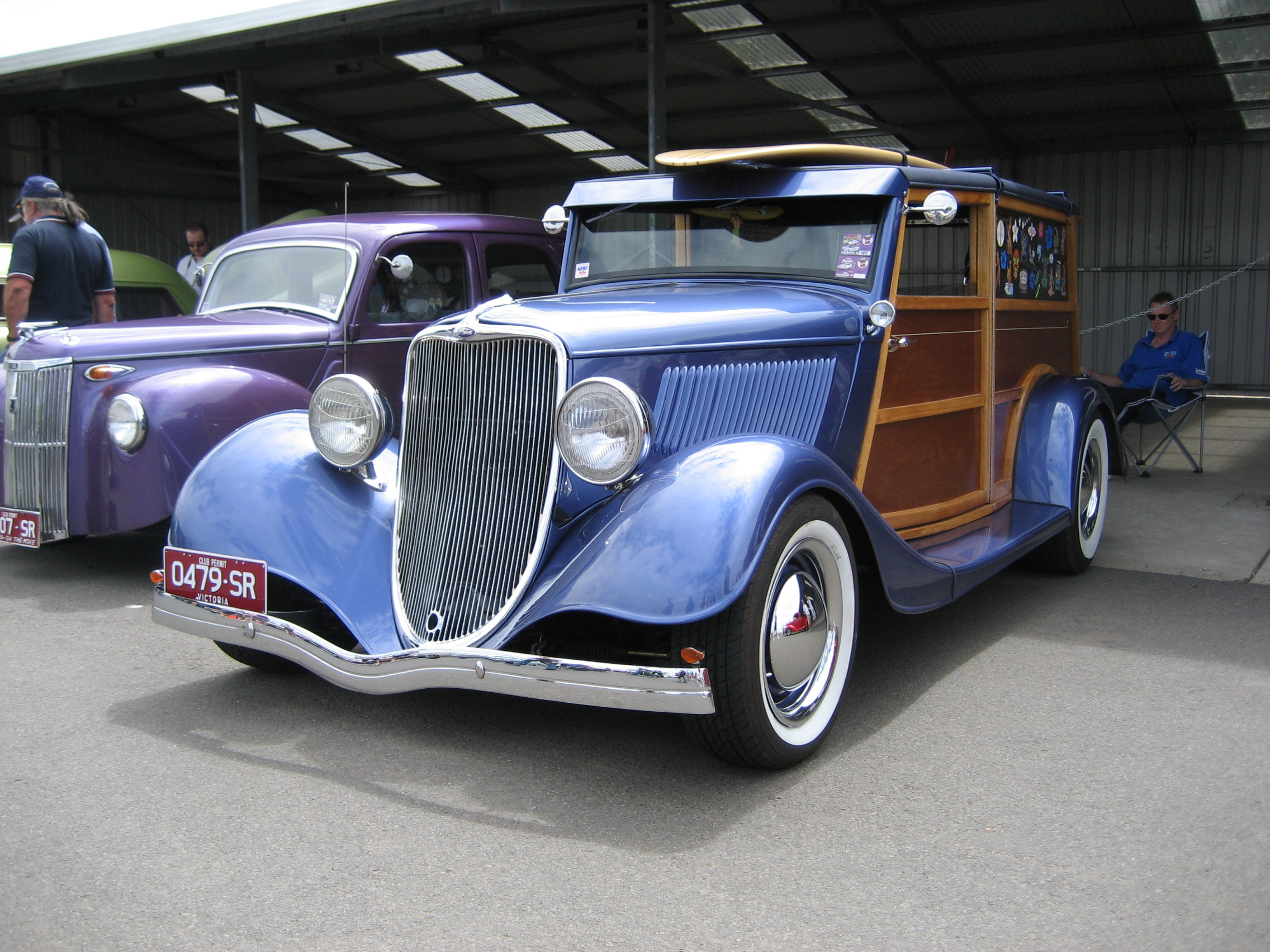

## Histoire

### Les débuts
Les premiers hot rods apparaissent dès les années 1920 aux États-Unis, et se développent dans les années 1930, à un moment où le Fordisme rend l'automobile économiquement accessible au plus grand nombre. Dès cette époque certains possesseurs d'automobiles, déçus par le manque de puissance et de sportivité de leur voiture, décident d'en modifier les caractéristiques. Le terme hot rods se traduit littéralement par « bielle chaude » — les bielles étant des éléments mobiles dans un moteur ; ce nom se veut évocateur de grosse mécaniques.

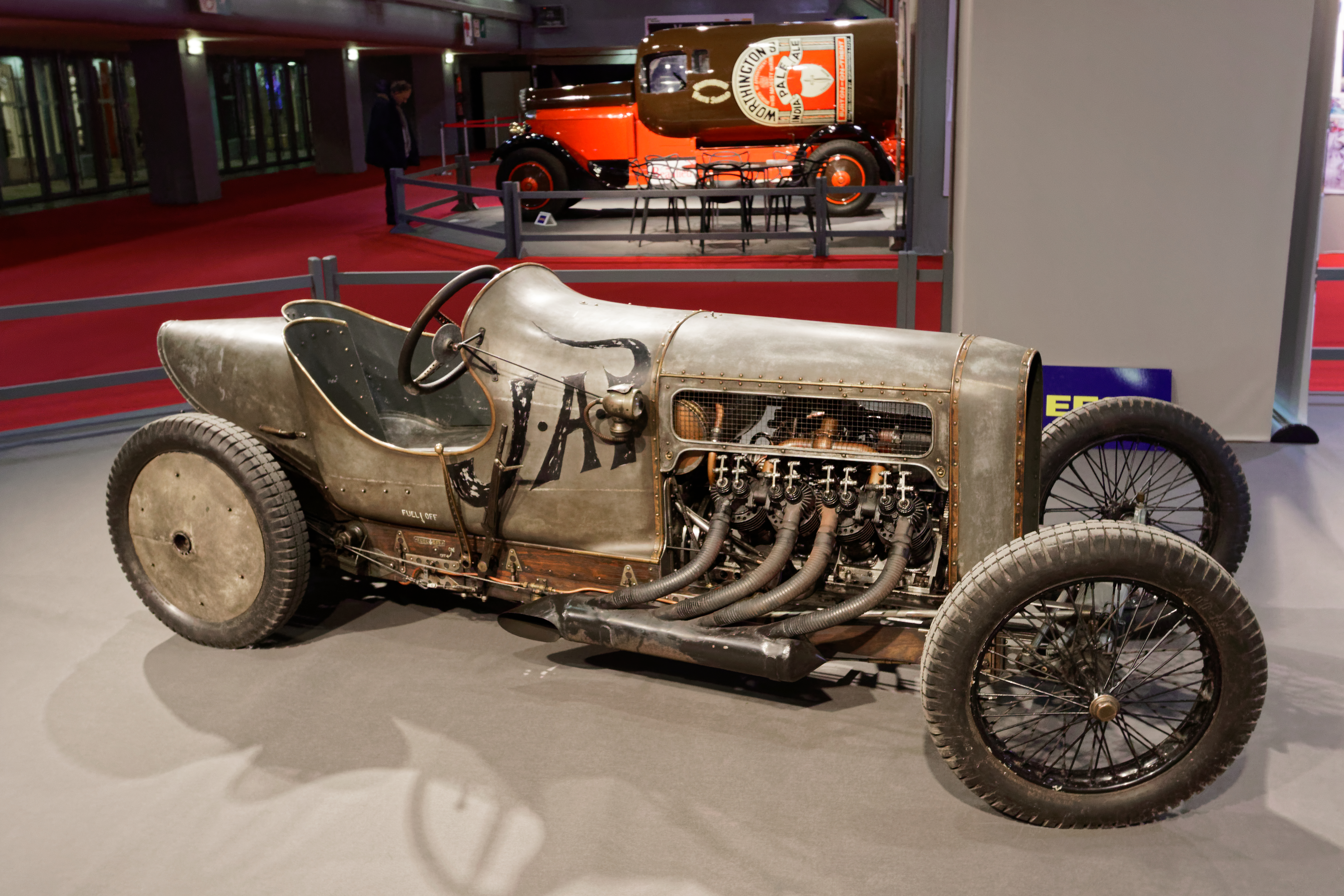
GN JAP (1913)
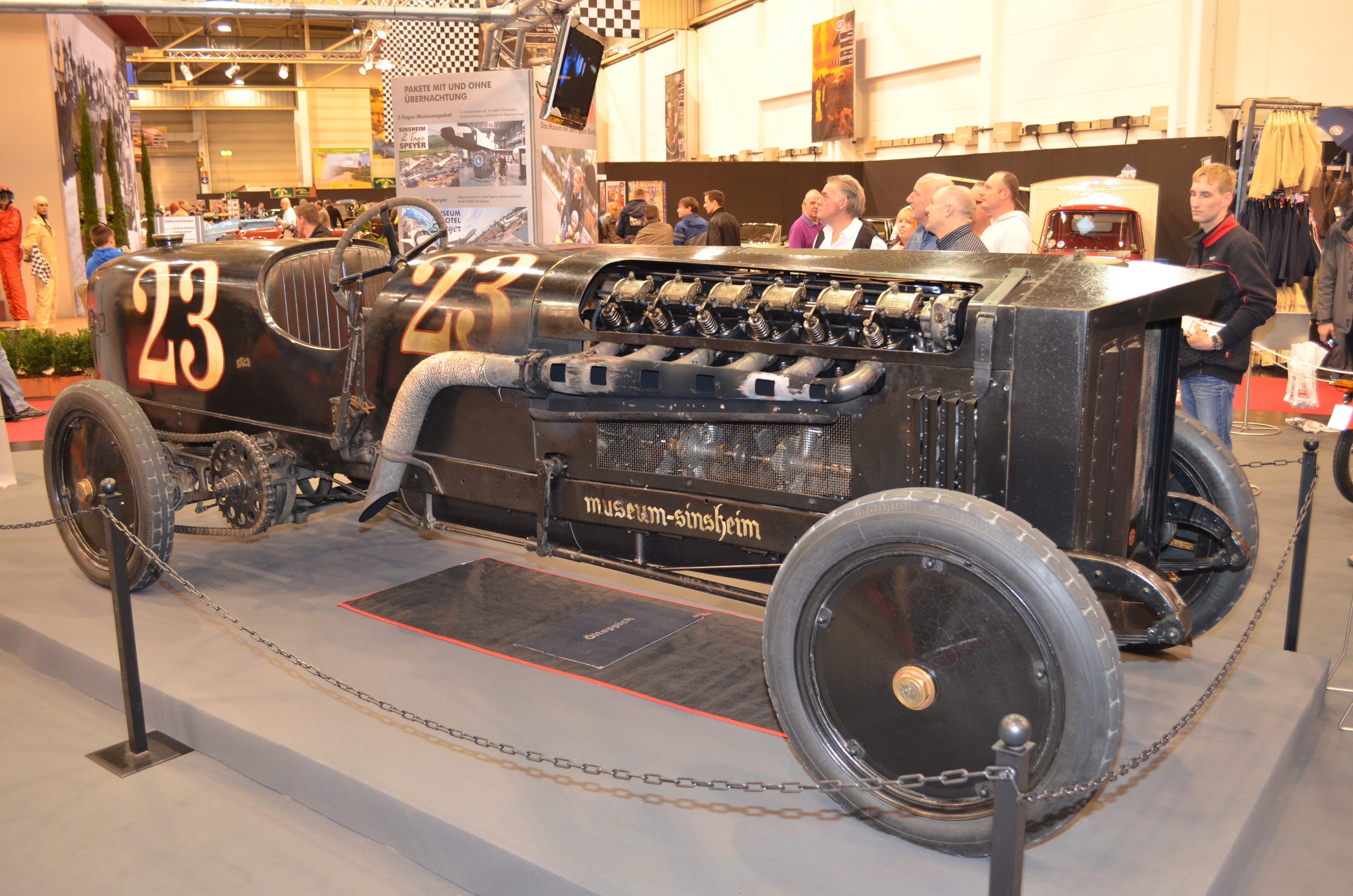
BMW Brutus (1917)
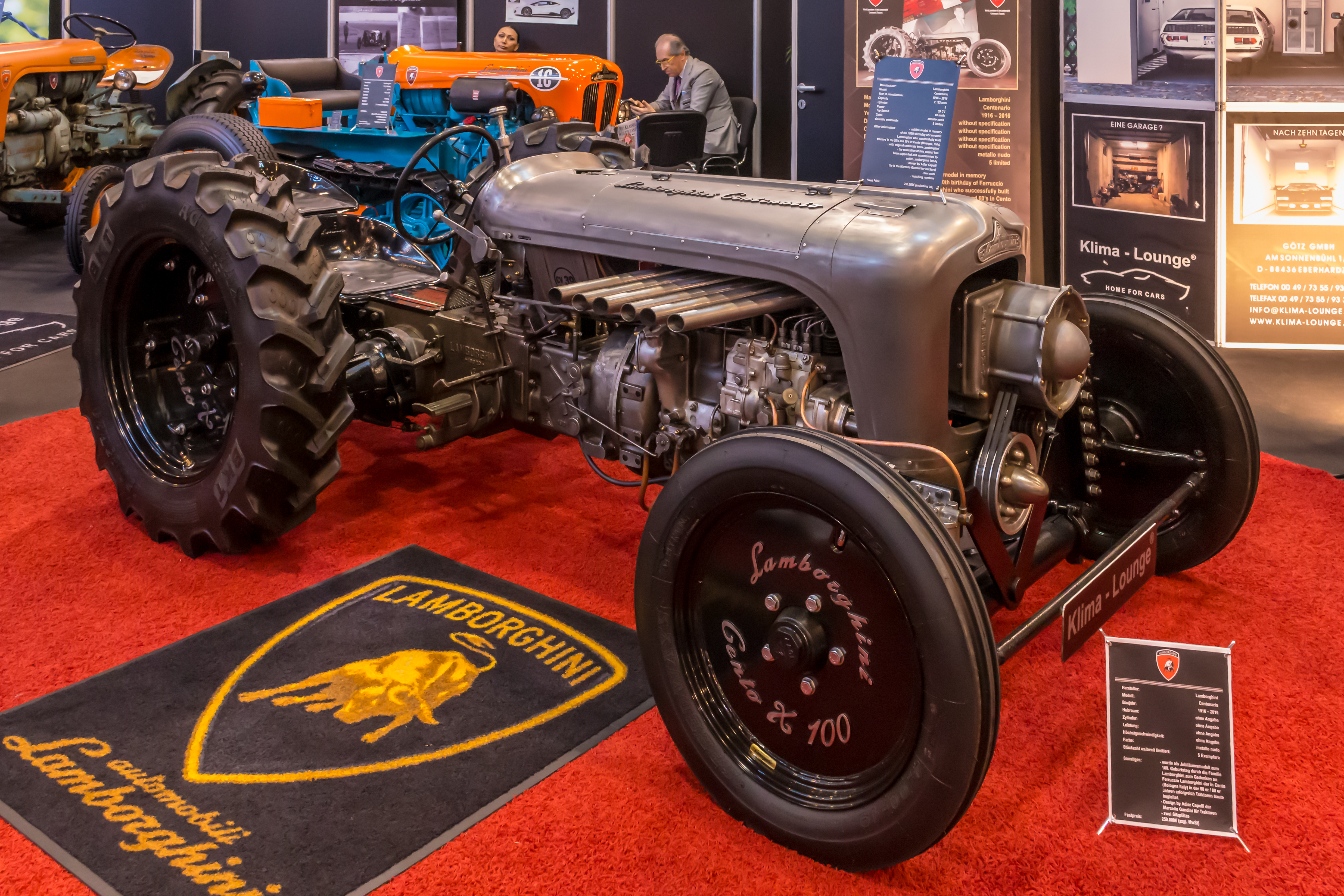
Tracteur Lamborghini Centenario (2018)

Ce phénomène s'amplifie pendant et après la Seconde Guerre mondiale, lorsque les soldats démobilisés rentrent aux États-Unis, avec encore en tête, les petites voitures de sport anglaises MG, qui n'existent pas aux États-Unis. À peine rentrés « au pays », ces jeunes démobilisés reçoivent une formation de leur choix, notamment en mécanique, pour leur permettre de trouver un emploi. Leurs pensions d'anciens militaires ne leur permettent généralement d'acheter que des voitures d'occasions d'avant-guerre, qu'ils améliorent et personnifient eux-mêmes, en y adaptant si possible des moteurs V8 plus récents de l'époque, provenant de voitures récentes et accidentées (ou même parfois volées). Ce phénomène de culte du hot rod marque profondément la culture de la jeunesse américaine de l'époque (Kustom Kulture).

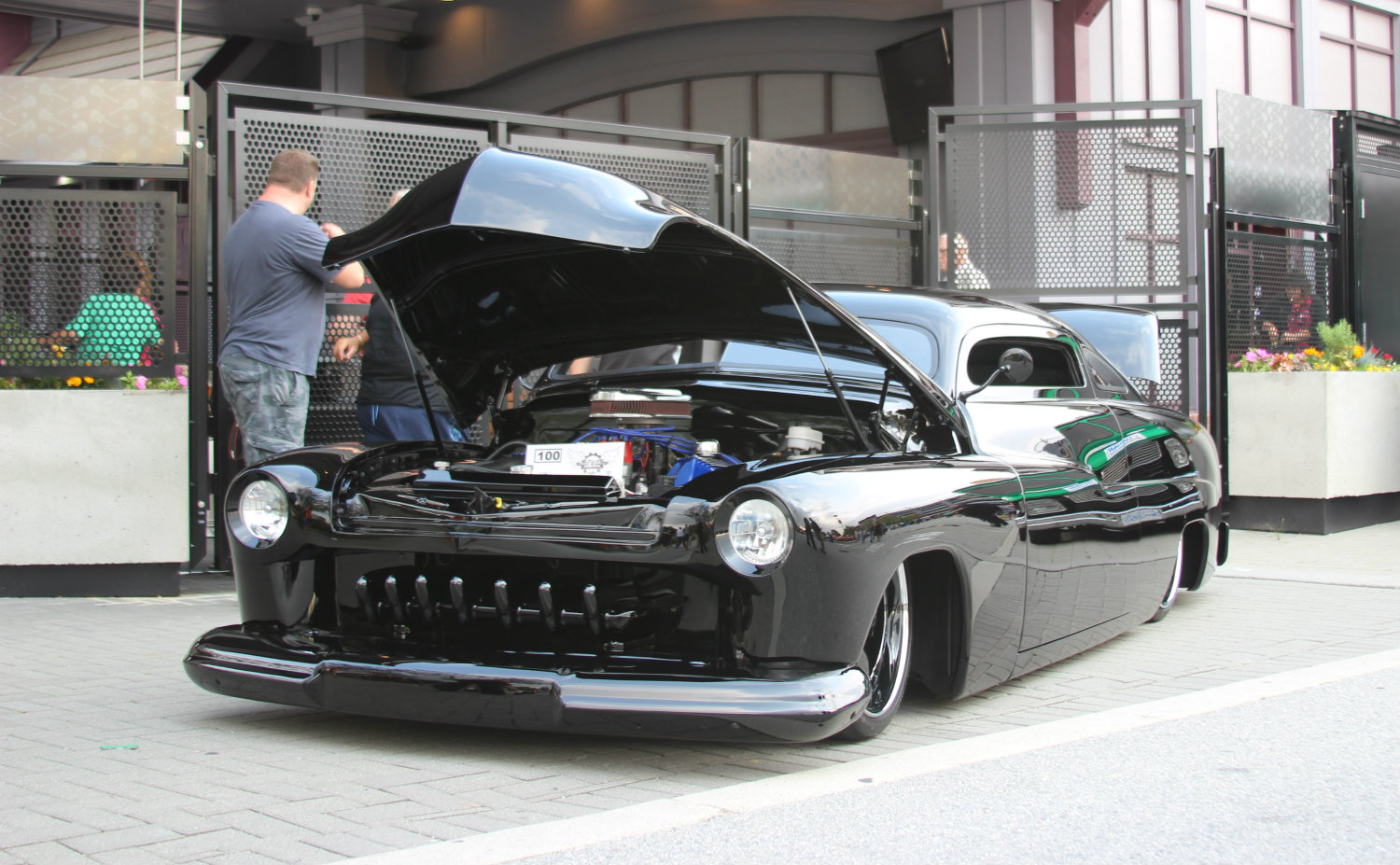
Cadillac
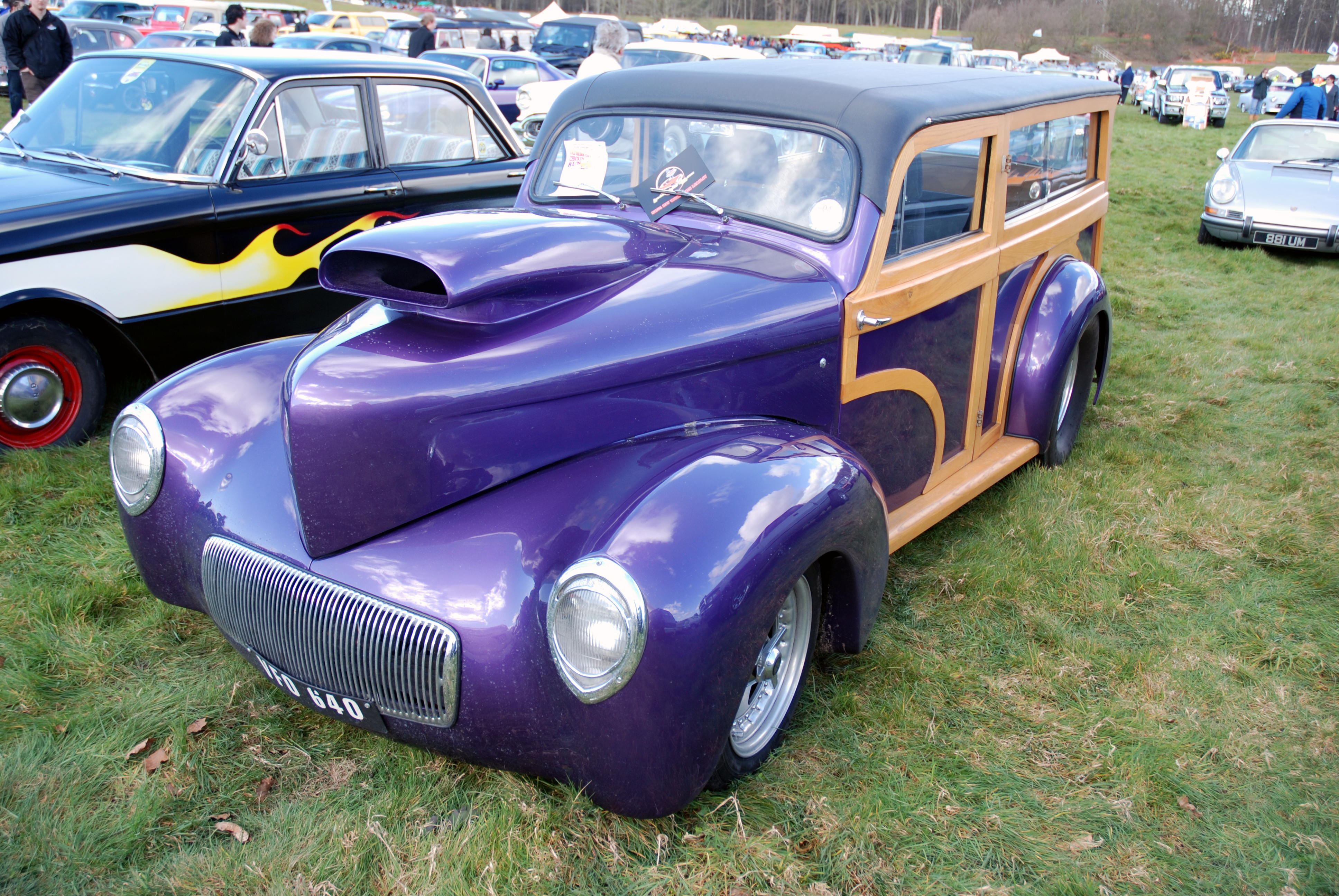
Willys-Overland
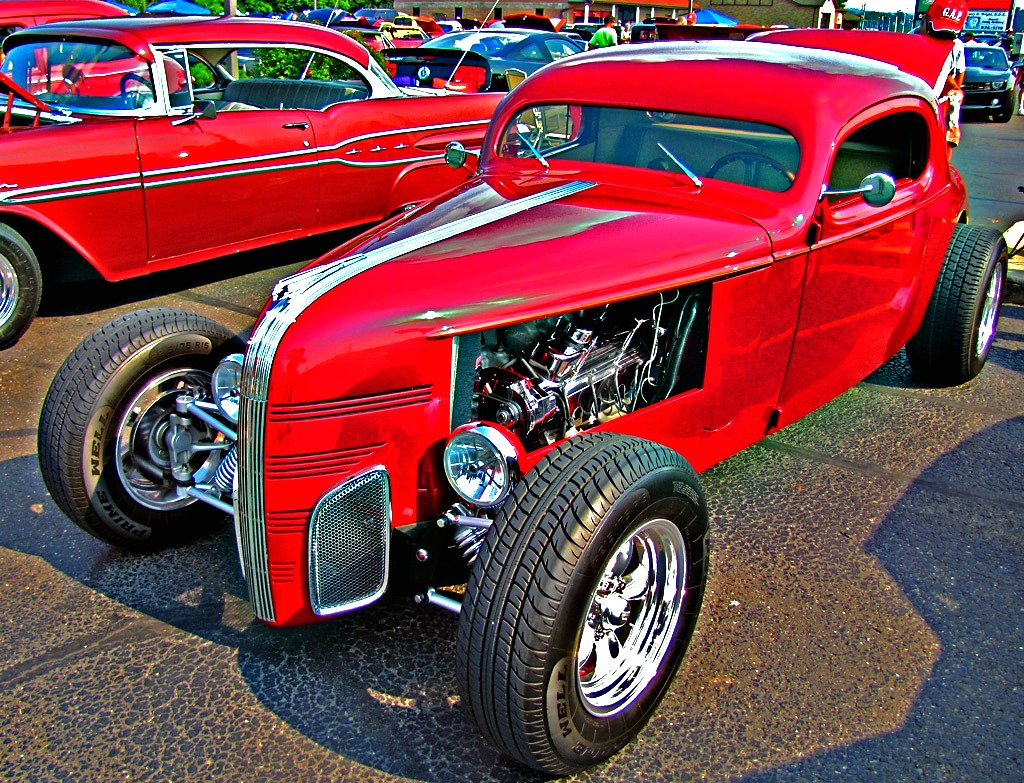
Pontiac
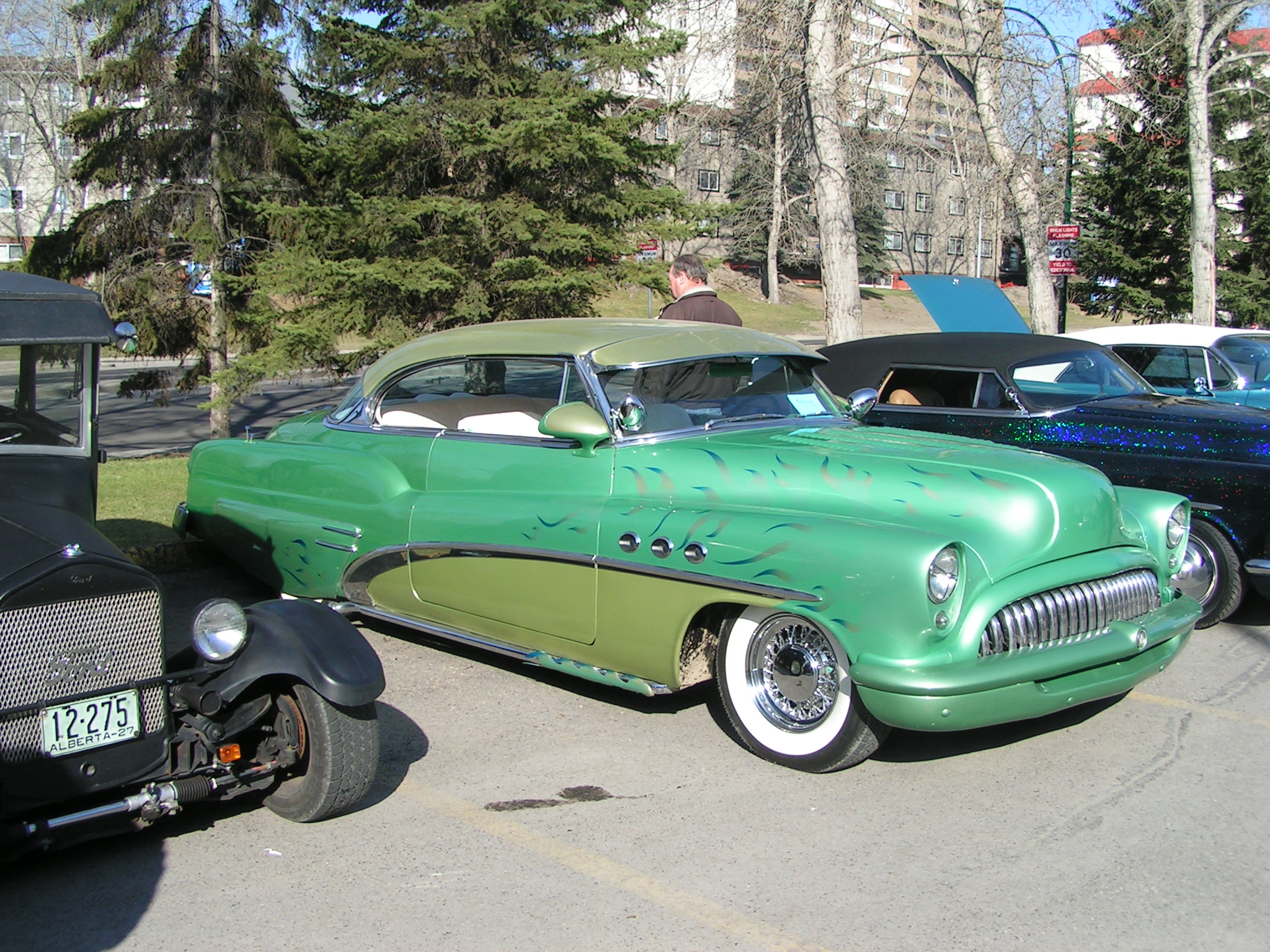
Buick

### Les années 1960 et 1970

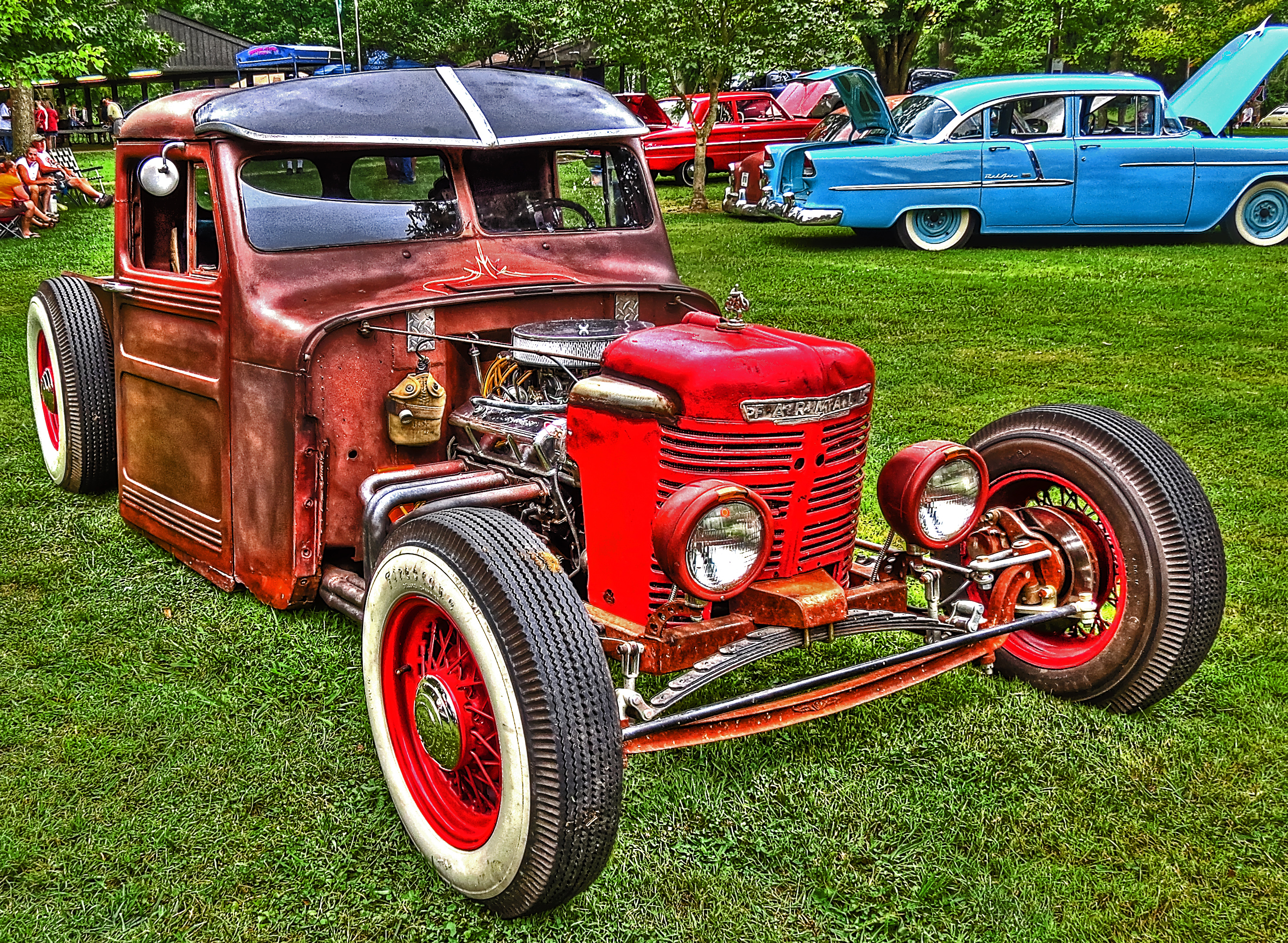
Rat rod pick-up Farmall

Le phénomène du hot rodding atteignit son point culminant vers 1955, avant de décliner lentement jusqu'au milieu des années 1960. Néanmoins, les hot rods déjà construits continuèrent à circuler pendant quelques années encore.
Les raisons de ce déclin sont multiples, mais la principale d'entre elles est la disponibilité de nombreux véhicules d'occasion récents, ainsi que la mise en fabrication aux États-Unis de modèles « sport », telle la Corvette ou la Ford Thunderbird, plus ou moins calqués sur les tendances européennes.

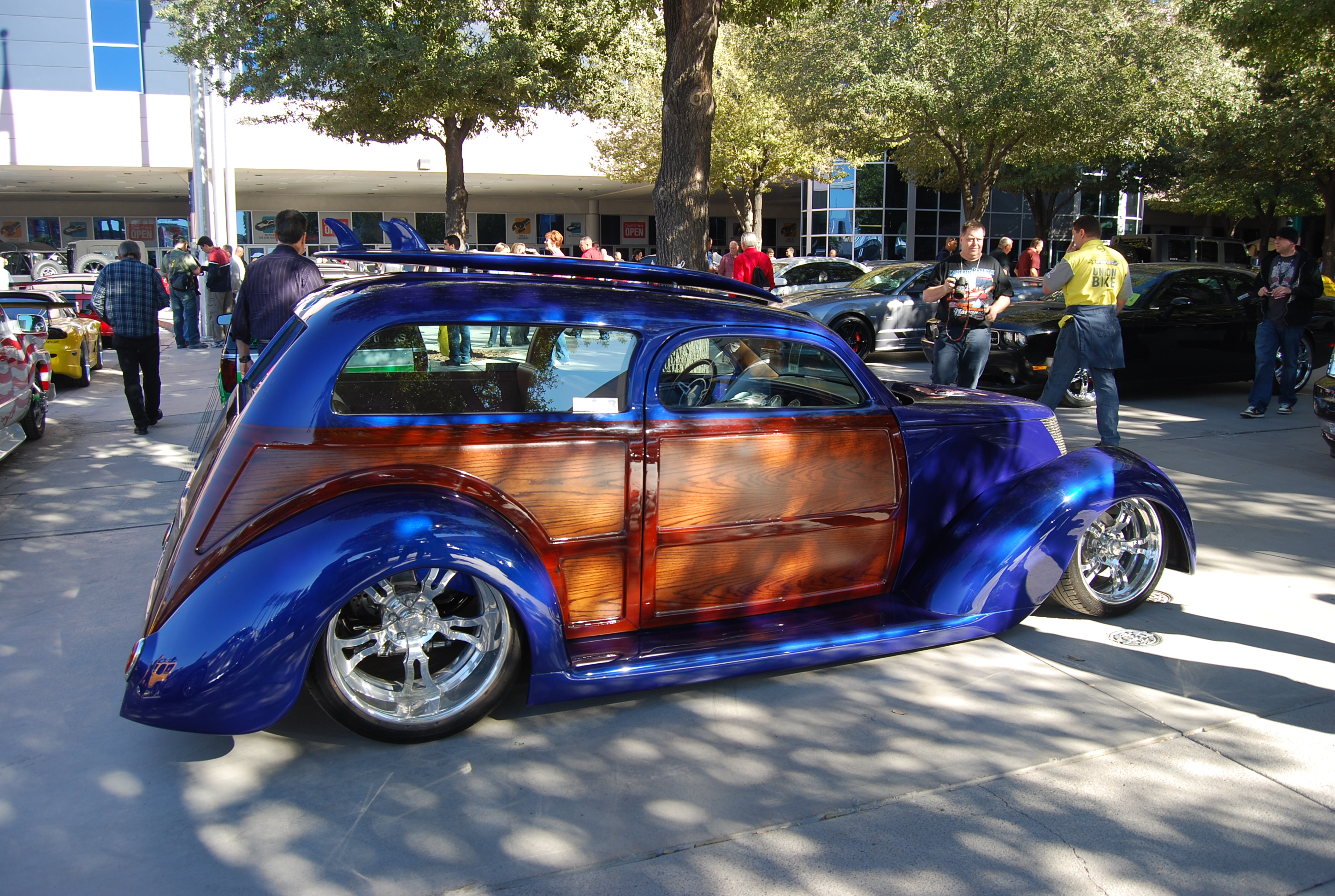
Ford hot rod woody

Mais, au plus bas de ce mouvement, en 1965, un phénomène de nostalgie envers les hot rods a lentement repris le dessus.
Il était relativement aisé à cette époque de trouver des endroits pour organiser des courses de vitesse sauvages, les premières pistes improvisées furent les lacs asséchés des environs de San Francisco et Los Angeles, dont la surface était parfaitement plane, ainsi que les portions presque rectilignes de routes, soit en fin de construction, soit quasi inutilisées. Il existait également de nombreux aérodromes militaires secondaires abandonnés, dont les pistes furent alors utilisées pour des courses consistant à parcourir en ligne droite une distance d'1/4 de mile le plus rapidement possible. Ces pistes permettaient de faire partir de front jusqu'à quatre ou cinq voitures, à la différence des portions de route où il n'était possible de courir qu'à deux.

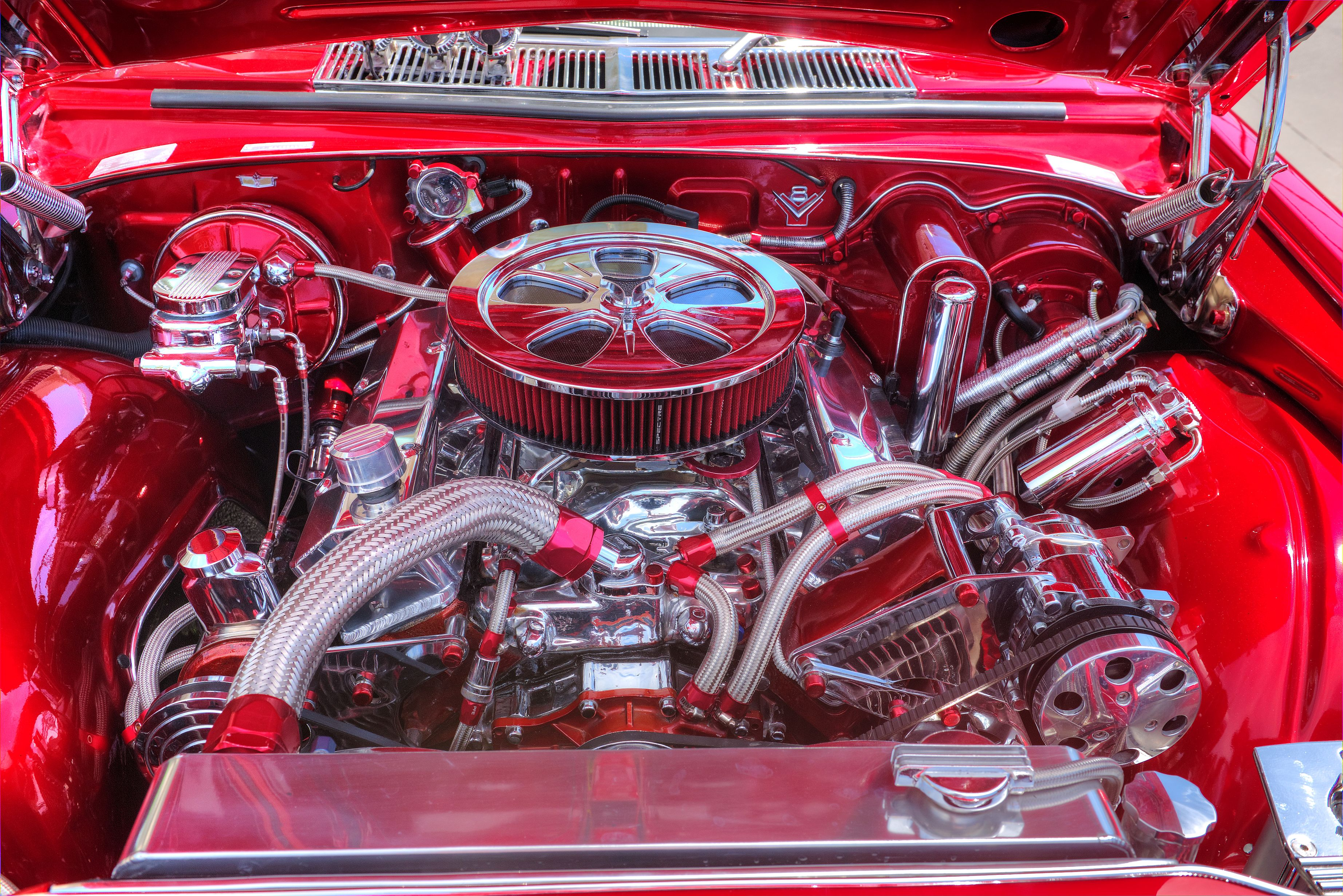
Moteur V8 hot rod chromé

Ce renouveau du hot rodding coïncide avec l'apparition de véhicules de série aux moteurs d'origine bien plus puissants que ceux disponibles auparavant et à des prix relativement abordables (comme la Ford Mustang). Les constructeurs n'hésitent plus à construire des voitures bien plus puissantes qu'au cours des périodes précédentes, nommées « muscle cars ». Le fait que ces voitures aux moteurs très puissants montés de série fussent disponibles à des prix abordables rendit les automobiles puissantes de plus en plus populaires. Seul bémol à l'enthousiasme, c'est également à partir de cette époque, que les contraintes légales appliquées aux véhicules furent plus strictes (à partir de 1970 avec le Clean Air Act), ainsi que les contrôles de police, ce qui rendit plus difficile les travaux de modification des véhicules de base en restant dans la légalité.

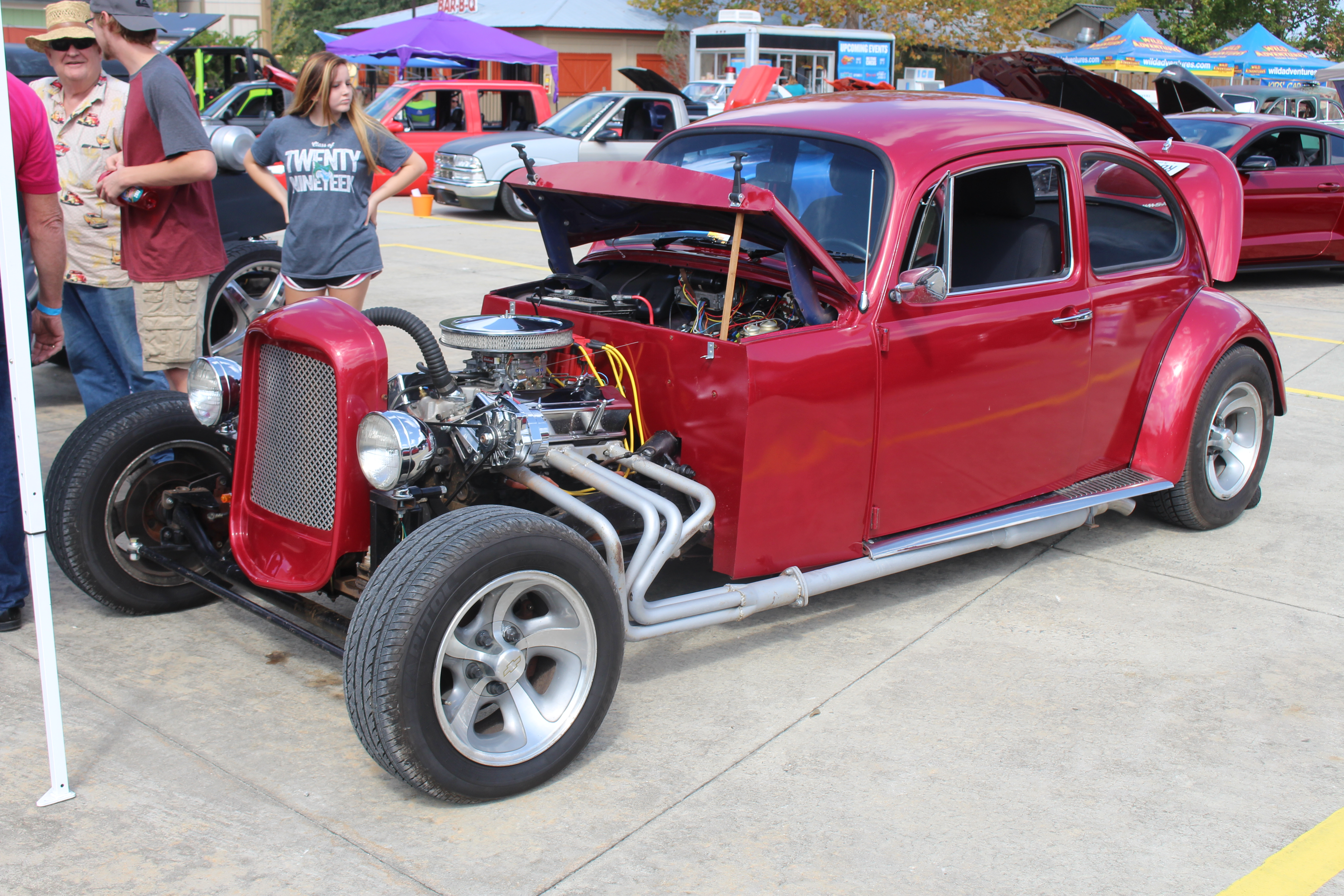
Volksrod à moteur V8, inspiré des Ford A hot rod

Ces difficultés ne dissuadèrent pourtant pas de nombreuses personnes de construire un hot rod, d'autant que les règles dans certains États restaient plus permissives. Toutefois, les voitures à partir desquelles les hot rods étaient couramment construits se firent plus rares. Les véhicules de base avaient alors généralement plus de trente ans pour les plus récents, leur état était plus précaire et ceux qui étaient encore en bon état devenaient souvent recherchés par les collectionneurs, ce qui provoqua une hausse des prix, qui fit du hot rodding un passe-temps pour personnes plus aisées qu'à l'origine.

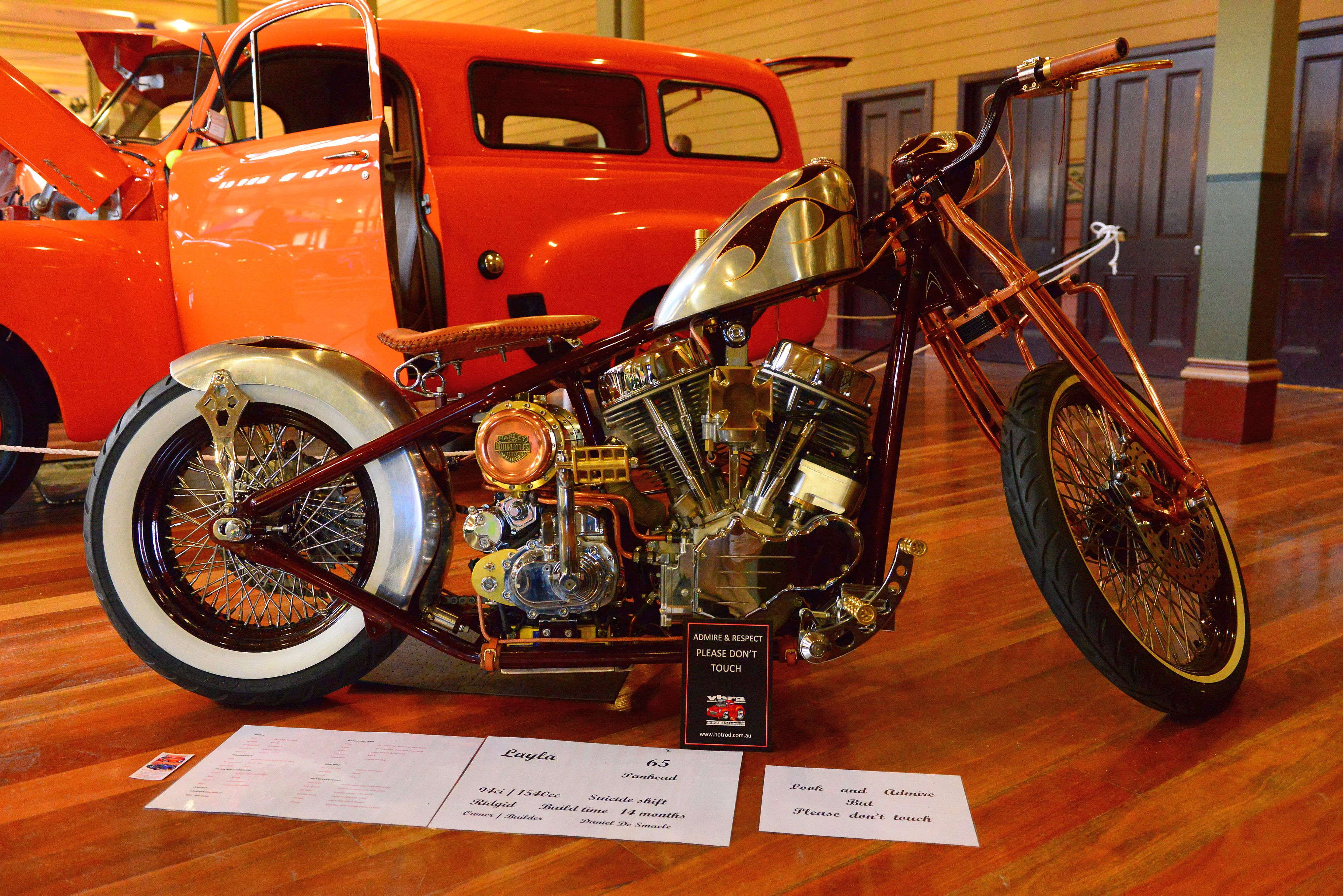
Harley-Davidson custom bobber (variante moto des hot rods)

C'est en conséquence qu'à cette époque, apparurent les premières carrosseries en fibre de verre, reprenant les formes des Ford T et B d'avant guerre, mais comportant déjà toute une série de modifications. Ces carrosseries entrainèrent la création de châssis, de trains roulants et de multiples accessoires destinés à recréer le look des hot rods qui étaient devenus partie intégrante du mythe automobile américain.

### Des années 1980 à nos jours

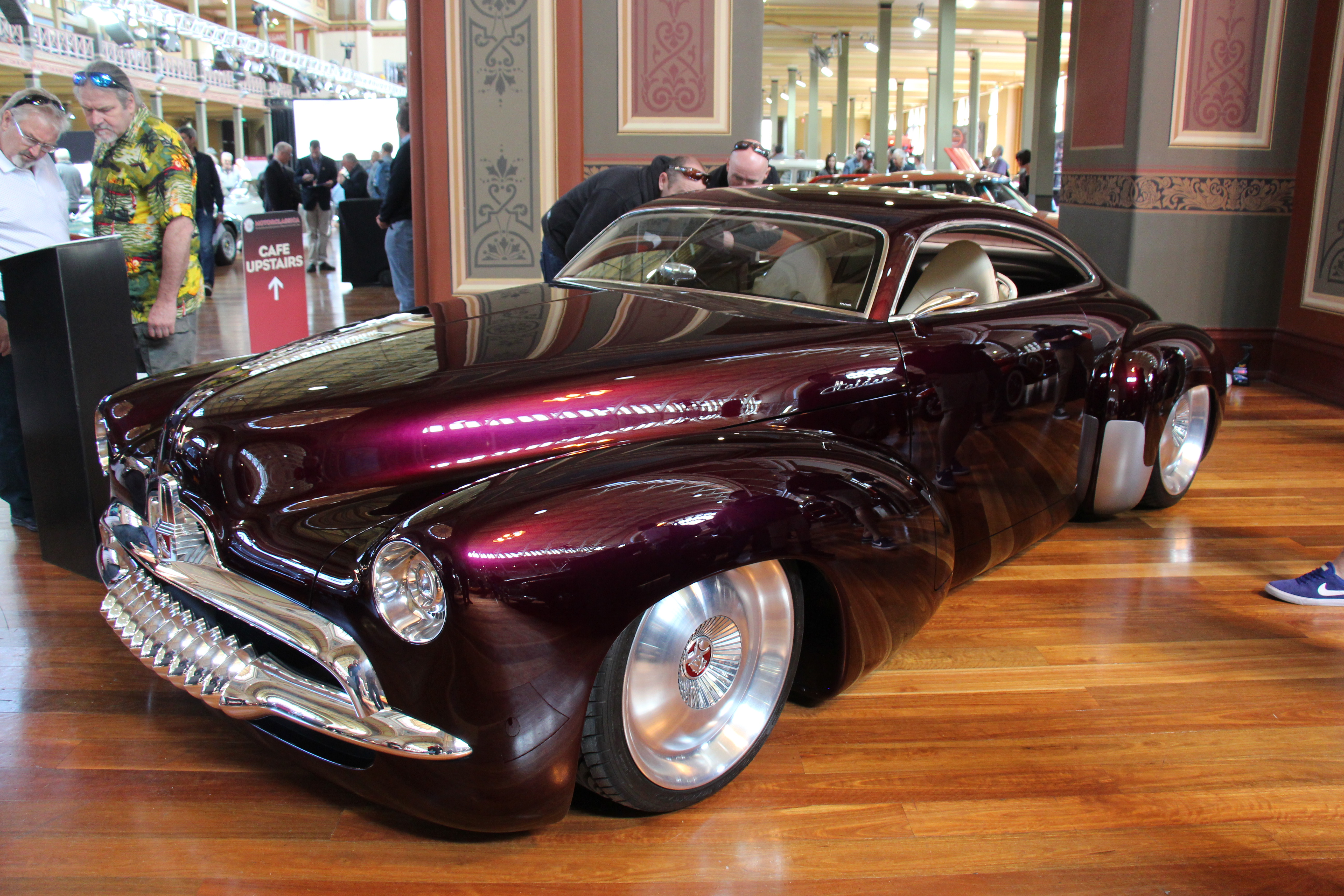
Concept car Holden Efijy de 2005, inspiré des hot rods des années 1950

En 1980, le mouvement du hot rodding explose aux États-Unis et dans le reste du monde, grâce aux quelques irréductibles qui avaient continué envers et contre tout, de construire et modifier des engins pour en faire des hot rods. Cette même année sont lancés les magazines Chromes&Flammes, Rod&Custom et Nitro qui diffuseront en France et en Belgique, l'esprit du hot rodding et du customizing.
Néanmoins, de grosses différences subsistent entre les hot rods des années 1940 à 1965 et ceux qui apparaissent en 1980. Alors que les premiers hot rods étaient construits à partir de véritables automobiles anciennes et courantes comme la Ford T et la Ford B, les hot rods de la seconde génération sont devenus des répliques.

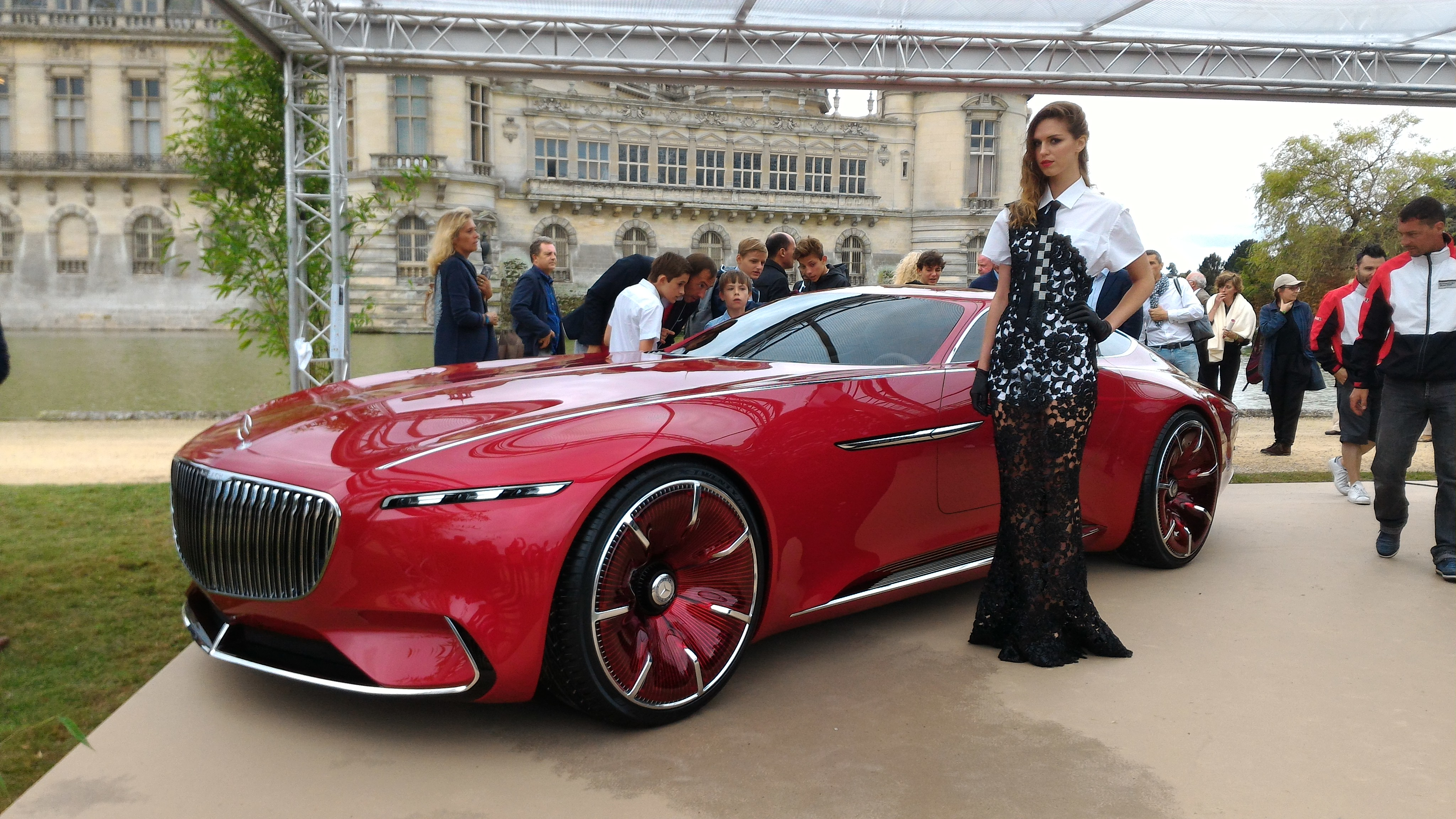
Concept car Mercedes-Maybach Vision 6 de 2016, inspiré des hot rods des années 1950

Des carrossiers se sont mis à proposer des hot rods clé en main, tout équipés, avec de gros V8 neufs, alors qu'auparavant les hot rodders préféraient (principalement pour des raisons financières) monter eux-mêmes un moteur d'occasion sur un châssis (roulant) de récupération. Au fil du temps, ces carrossiers d'un nouveau type, rivalisant entre eux dans des concours, ont poussé l'audace et la finition de plus en plus loin, rendant leur hot rods totalement inaccessibles aux hot rodders des débuts, tant sur la technique, la finition, les accessoires sophistiqués et les mécaniques, que sur le prix final. En effet un créateur carrossier comme Boydd Coddington (décédé en 2008), ne fabriquait plus, dans ses dernières années, que des hot rods à 150 000 voire 350 000 $ qui pouvaient se revendre jusqu'à 500 000 $ dans certaines ventes aux enchères.
Par réaction, un style de hot rods plus conformes à la manière originelle de construire ces véhicules, a repris le dessus, de nombreuses personnes reconstruisant leur hot rod « à l'ancienne ». Une nouvelle tendance, totalement en réaction aux hot rods hyper-coûteux a fait son apparition, consistant en l'utilisation de vraies voitures anciennes d'avant-guerre, mais sans aucune préparation ni aucune finition, des hot rods à l'état brut qui se surnomment les rat rods.

## Classification
On distingue aujourd'hui plusieurs types de hot rods :

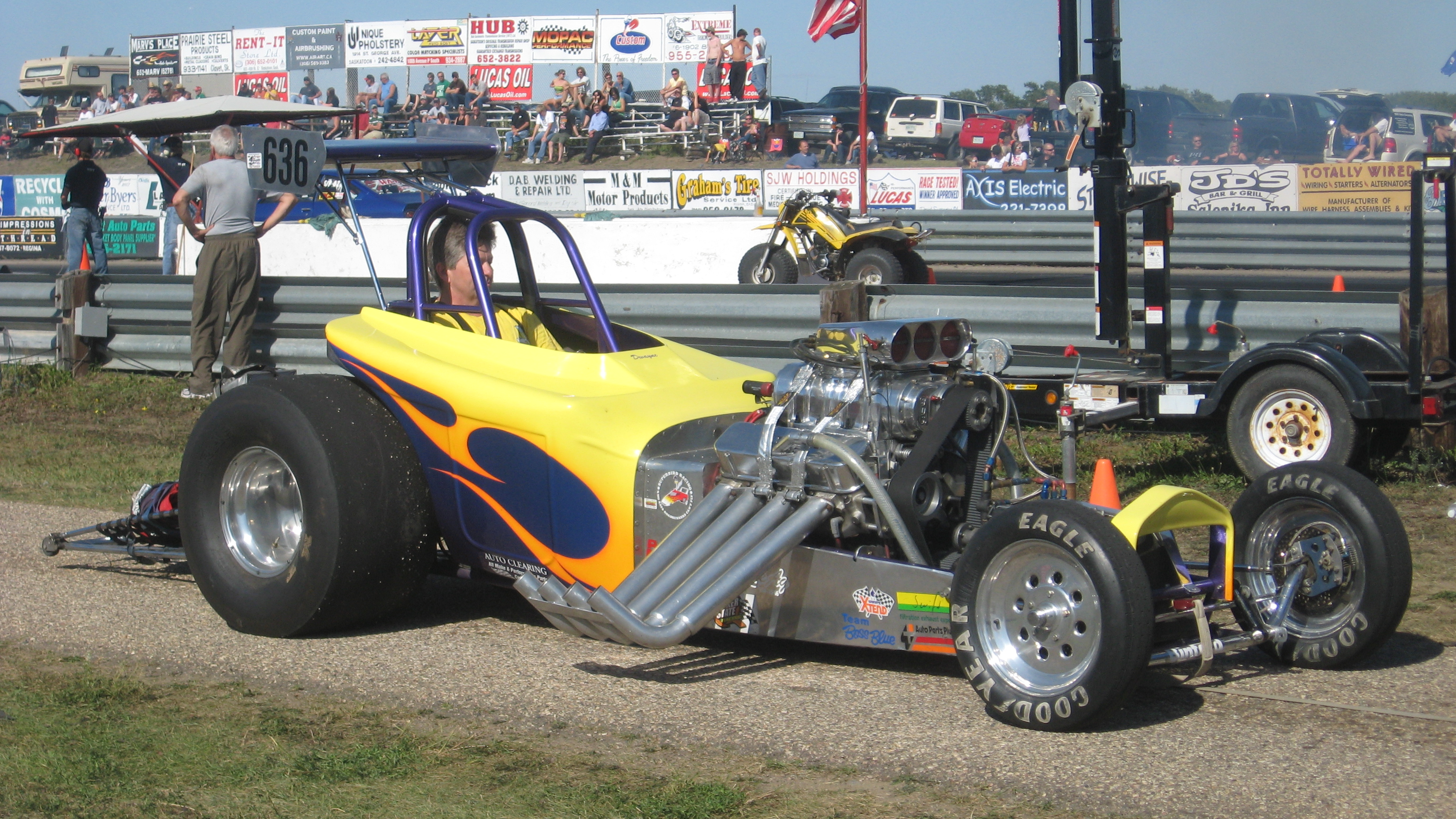
Ford T-bucket dragster (1927)

- Traditional rod (ou nostalgia rod) : un hot rod construit selon les méthodes de la première époque, sur une base ancienne et avec des matériaux et des techniques anciennes, ou dans la lignée des hot rod de l'époque.

- Street rod : construit exclusivement à partir de pièces neuves, aux influences plus modernes (l'aspect du moteur et de certaines pièces).

- Show rod : hot rod construit principalement pour être exposé dans des rassemblements ou des salons et non pour circuler couramment.

- Drag rod : il consiste à monter un moteur surpuissant sur une structure de type Ford T renforcée et adaptée, pour participer à des courses de dragster (là encore la voiture n'est pas conçue pour circuler sur route).

- Rat rod et rat bike : la dernière tendance, un hot rod dont on a laissé rouiller certaines parties métalliques pour lui donner une patine et un aspect négligé (paradoxalement cela peut représenter davantage de travail qu'un hot rod peint de manière classique) et qui est généralement très surbaissé. Outre l'aspect rouillé, la peinture peut être travaillée pour donner une allure usée. Tout ceci est fait dans une pure recherche de style ou pour donner à la caisse et à l'ensemble de la voiture une allure d'automobile qui a traversé les âges. Il est aussi dit rat rod d'un véhicule resté totalement dans son jus (avec ses stigmates dues à d'éventuels accidents et/ou accrochages, sa patine et sa rouille), mais avec une mécanique propre (moteur, freinage, direction, etc.) ainsi qu'une structure saine (châssis, etc.). Aussi, en dehors de l'état d'esprit de « style », le rat rod est une façon de prendre plaisir à rouler avec une restauration mineure et de ce fait, à moindre coût !...

Rat rod et rat bike
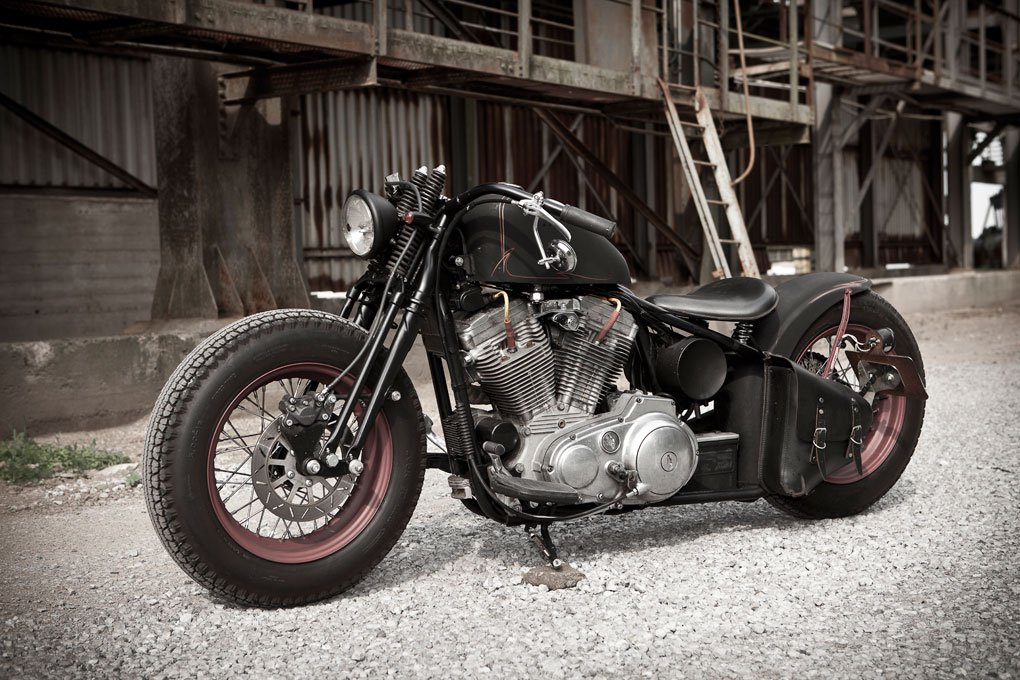
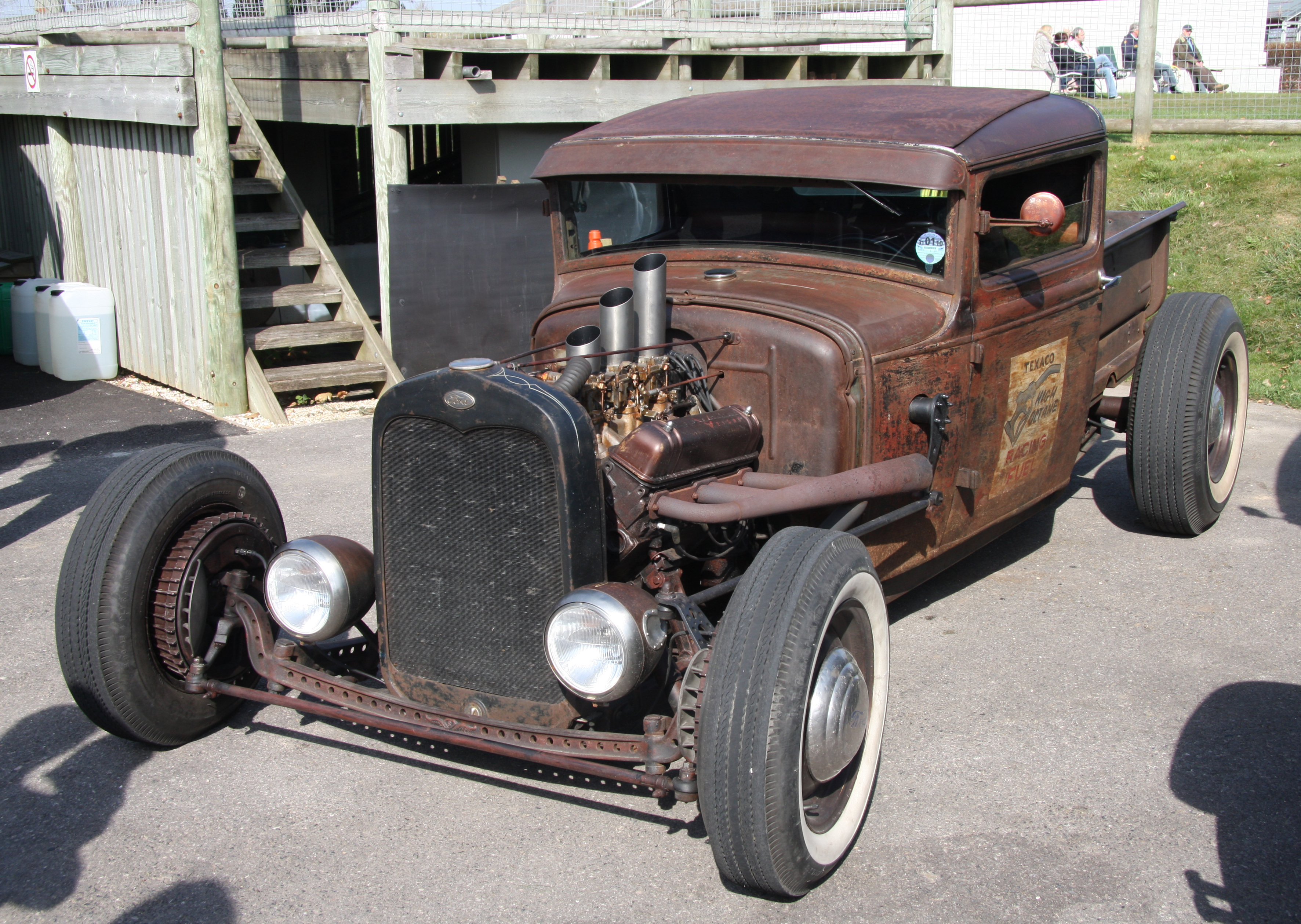
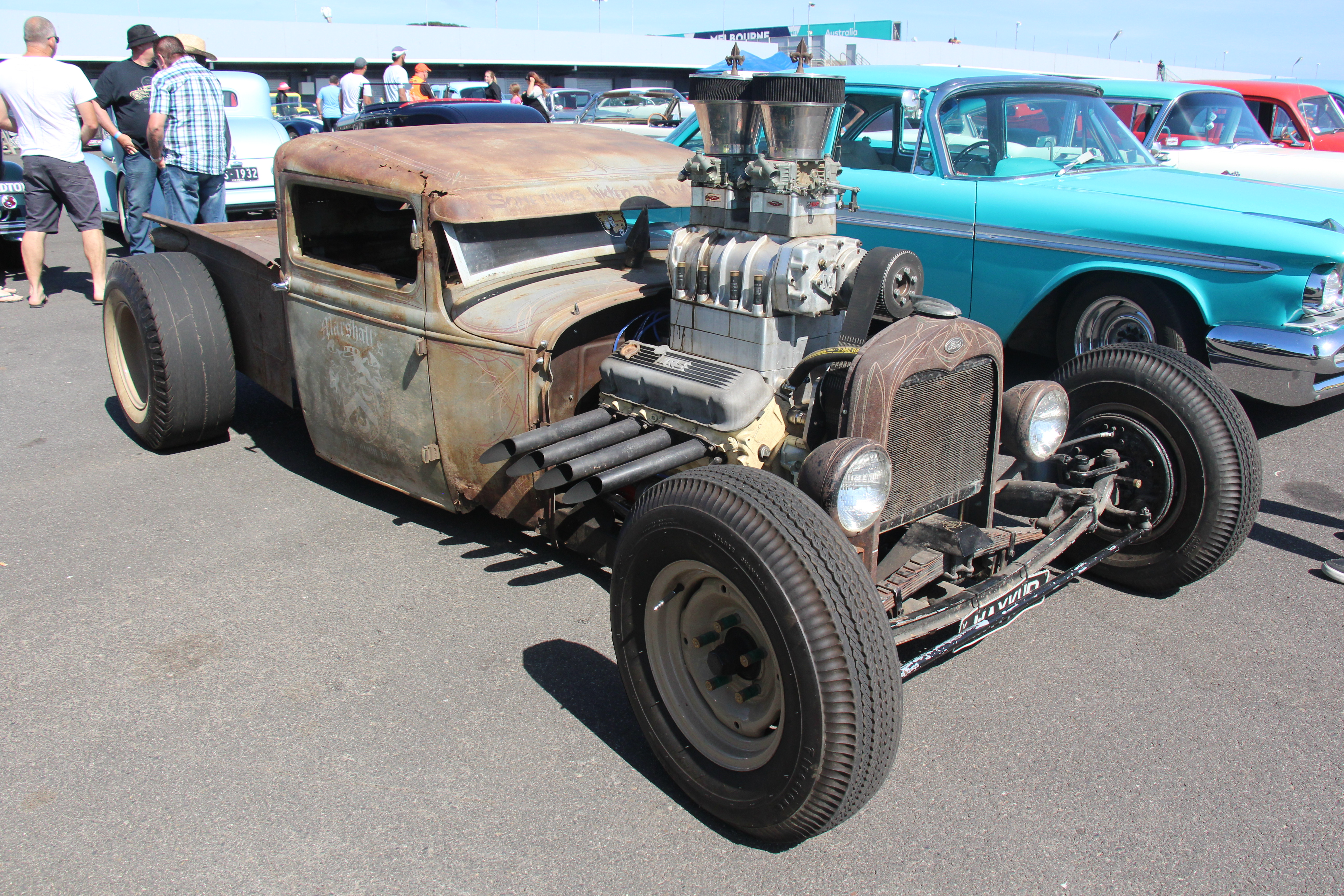
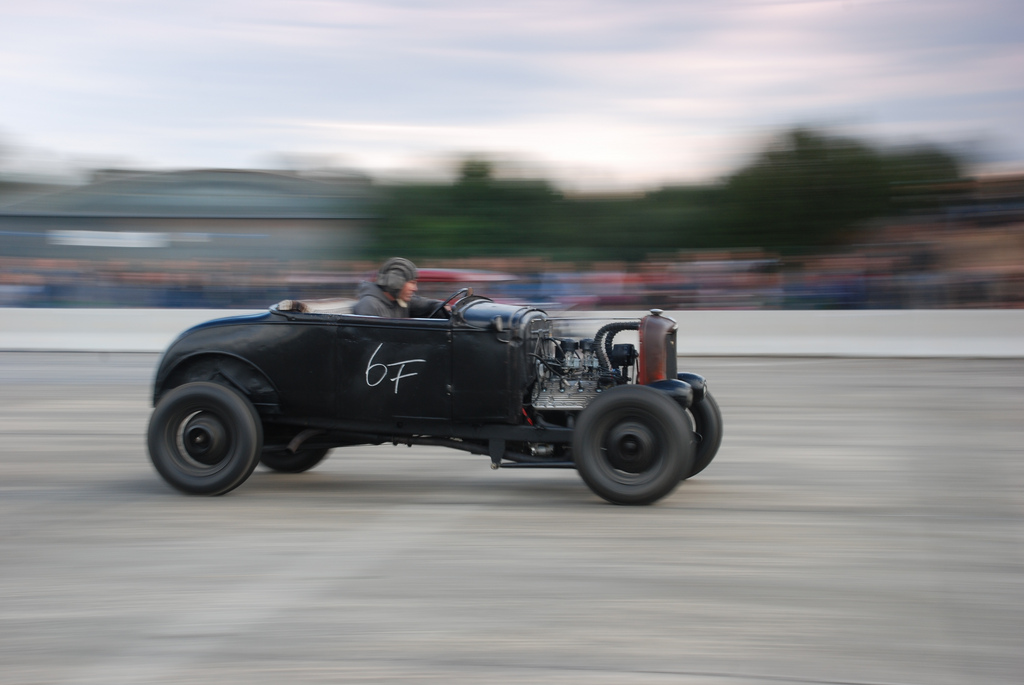

- Volks rods : construits sur une base de VW Coccinelle modifiée. Ils ont le mérite d'exister mais n'ont strictement rien en commun avec les véritables hot rods.

## Culture populaire
Les hot rods font des apparitions récurrentes dans les films mettant en scène la jeunesse américaine (et notamment californienne) des années 50 et 60 : On peut citer, entre autres les films à thème de surf culture avec le populaire tandem Frankie Avalon et Annette Funicello, ou encore le très célèbre American Graffiti.

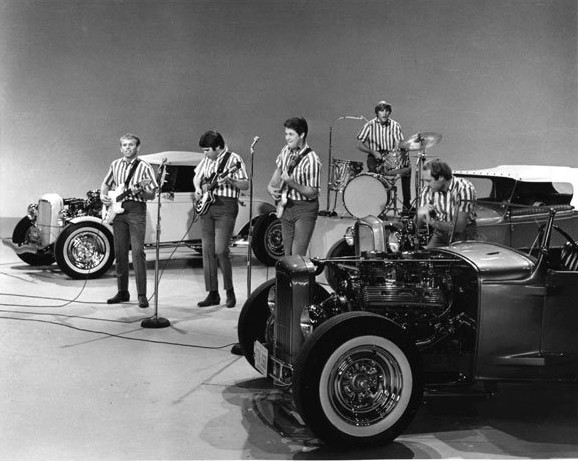
Hot rods des Beach Boys (I Get Around, The Ed Sullivan Show, 1964)
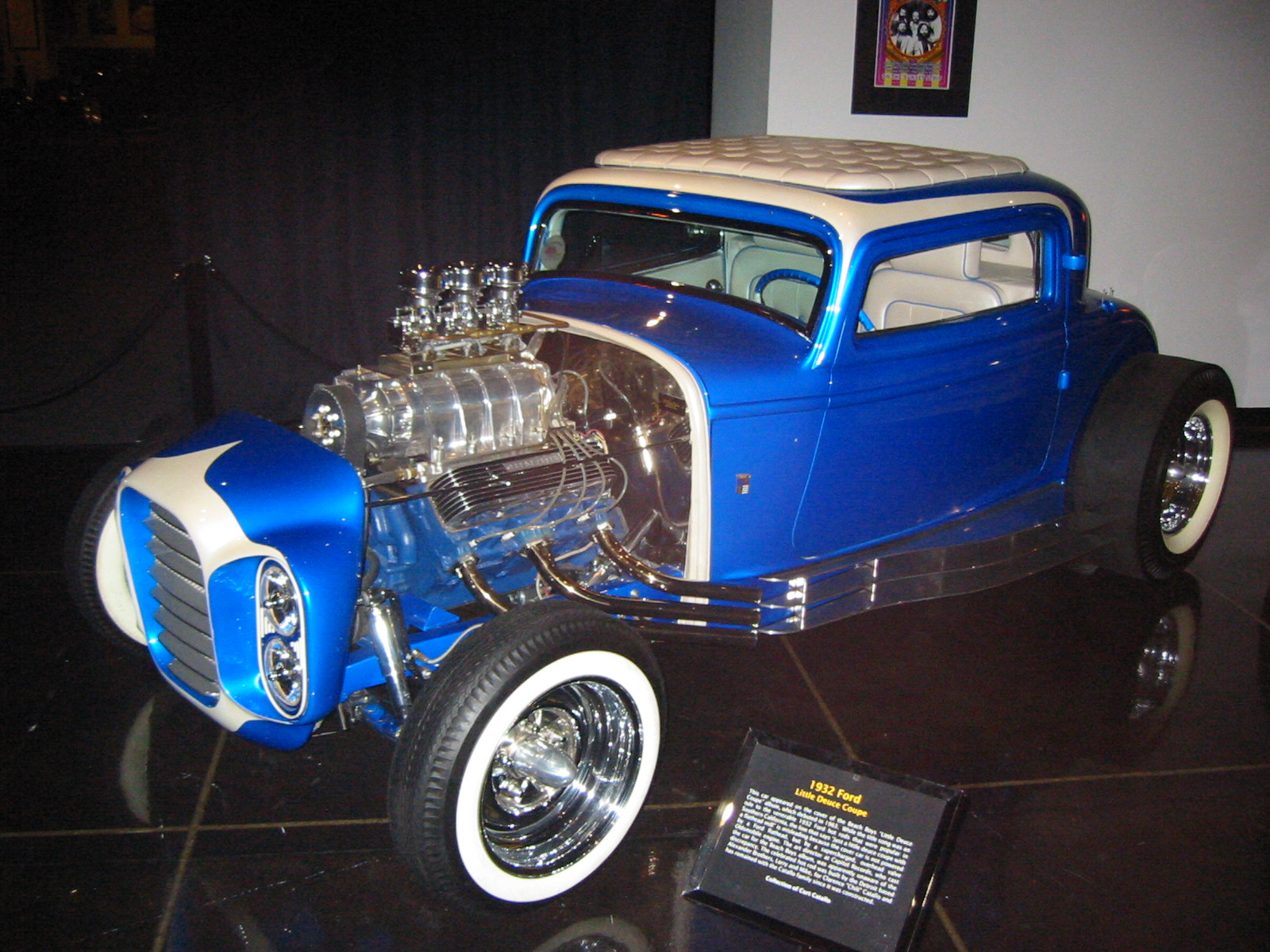
Little Deuce Coupe (1963) du groupe The Beach Boys
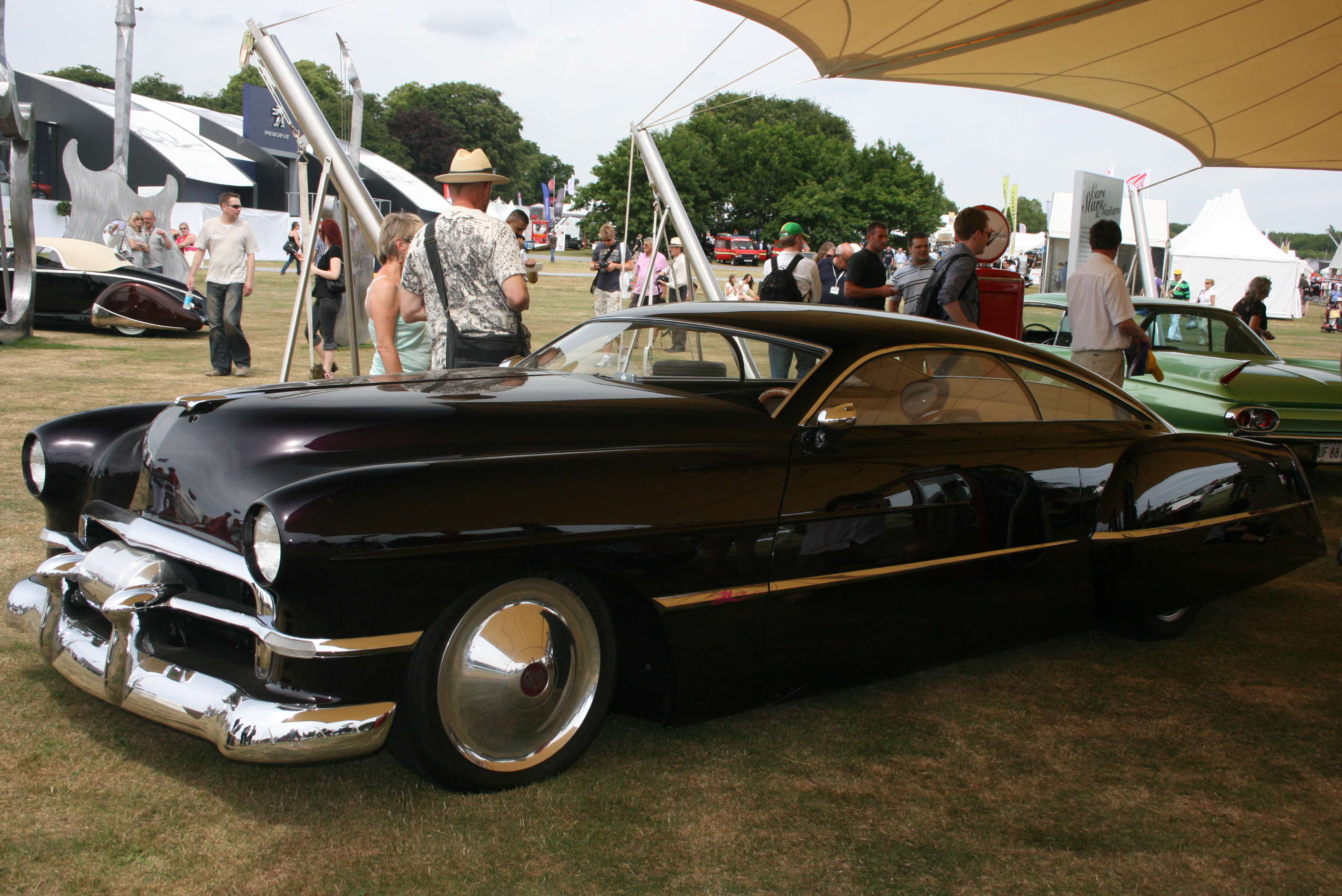
Hot rod CadZZilla de 1996, du groupe ZZ Top
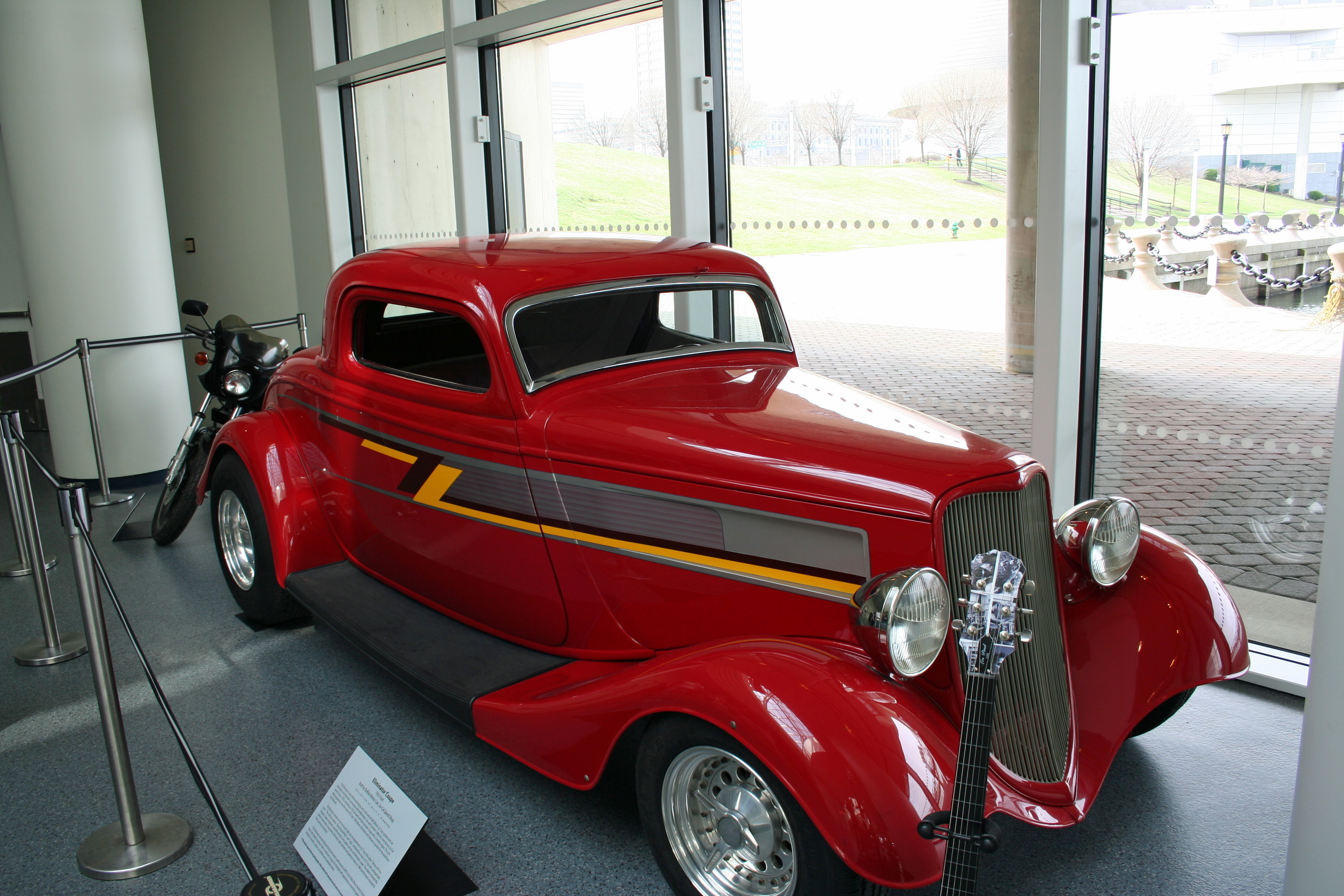
Hot rod ZZ Top Eliminator de 1982

Par ailleurs les Beach Boys (eux-mêmes grands amateurs de hot rodding) ont consacré un véritable panégyrique à la version hot rod de la Ford type 18 B, millésime 1932, (Little Deuce Coupe), les paroles vont jusqu'à détailler les modifications internes du moteur « ported and relieved and stroked and bored » (« réalésée- course modifiée, conduits d'admission polis et retouchés »), les performances (220 km/h, pied au plancher), les échappements libres (en anglais : lake pipes) et l'épate lors des courses départ arrêté au feu rouge (elle laisse sur place une T-bird « comme si elle était plantée »).

### Cinéma et musique
- 1946 : All the Cats Join In, dessin animé de Walt Disney, avec le standard de jazz All the Cats Join In (jazz) de Benny Goodman[3].

- 1964 : I Get Around, de l'album All Summer Long, de The Beach Boys (clip de l'émission The Ed Sullivan Show [4])
- 1973 : American Graffiti, de George Lucas, film autobiographique culte, met en scène entre autres des Ford A hot rods de la Kustom Kulture des années 1960
- 2012 : I Gotsta Get Paid, clip blues rock road movie de l’album La Futura de ZZ Top, met en scène quatre Ford A et Ford B hot rod du groupe[5], dans le désert américain[6].

## Quelques lieux d'exposition et de compétition
- Normandy Beach Race en Normandie
- Victorian Hot Rod Show de Melbourne en Australie